# Biserica fortificată din Rupea

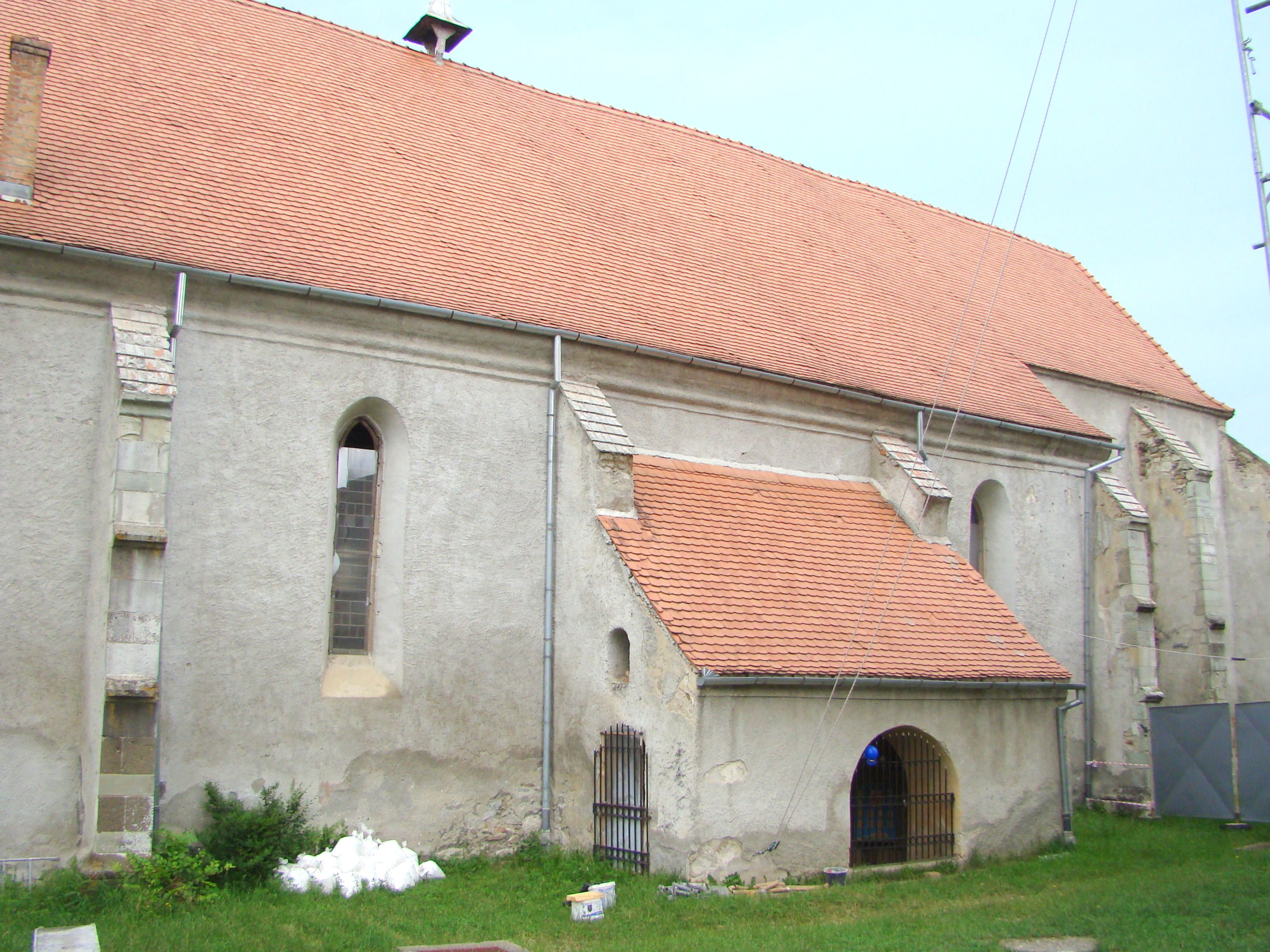
Biserica evanghelică din Rupea, foto: iunie 2019.

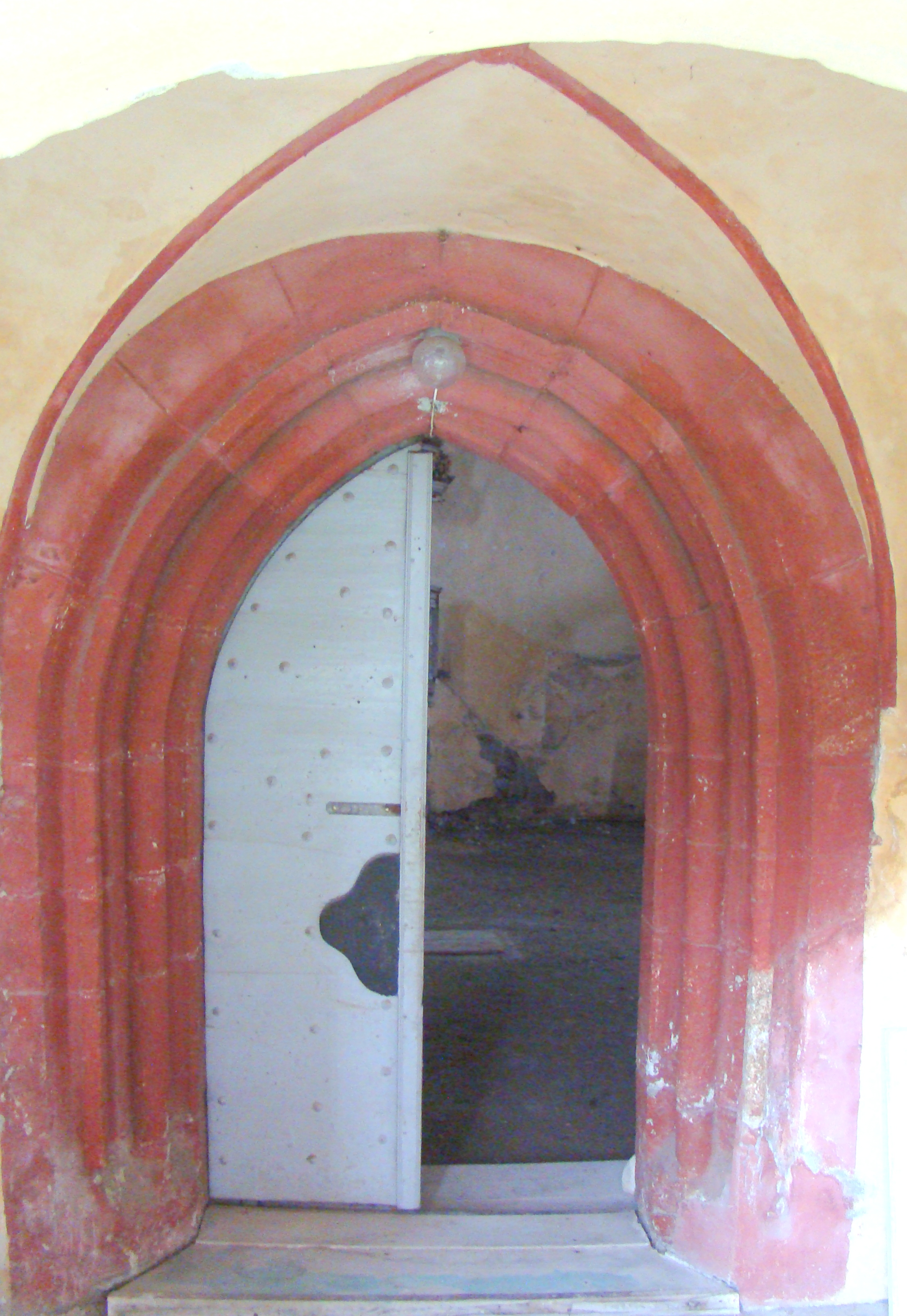
Portalul gotic de pe latura de sud

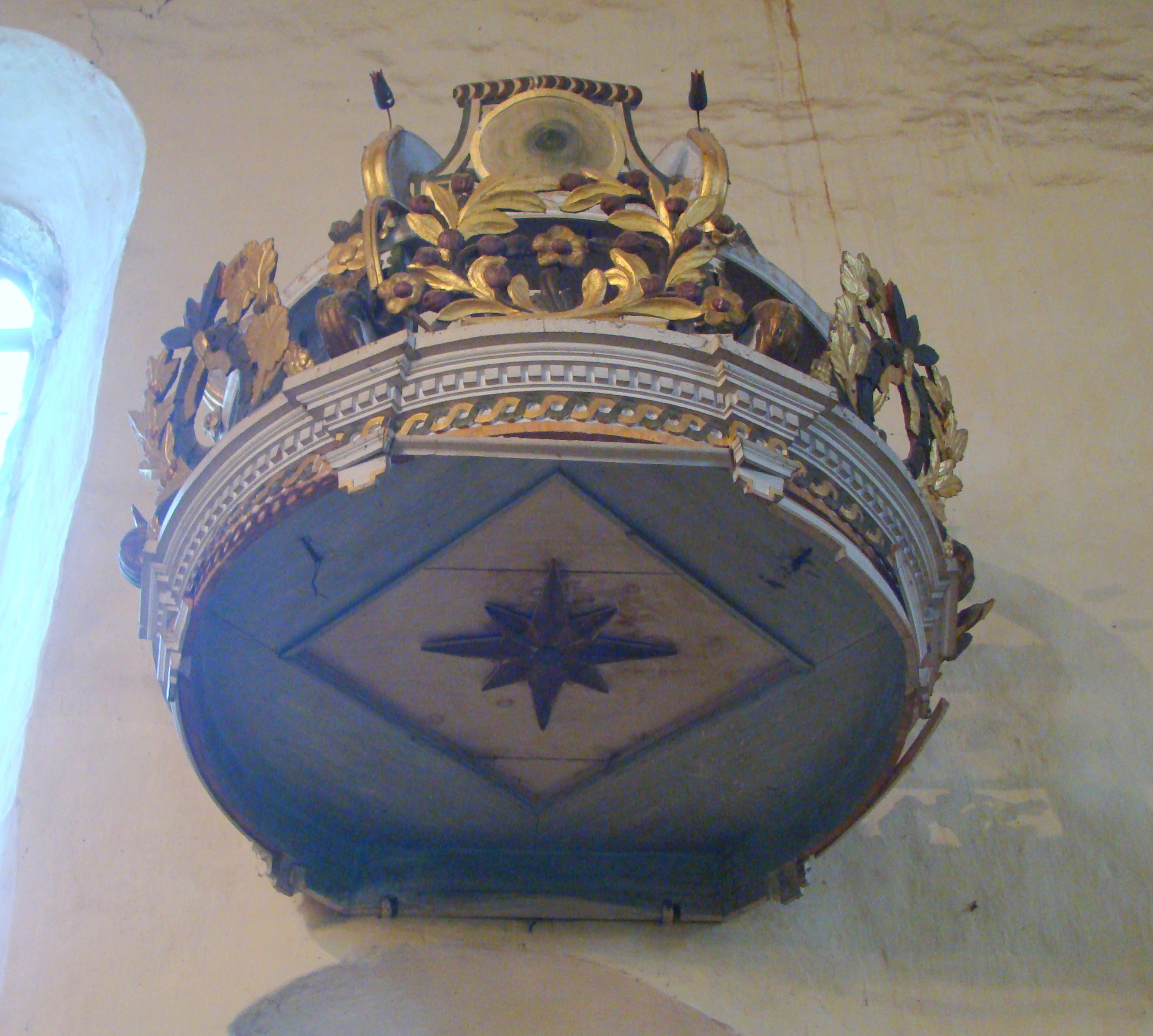
Coronamentul amvonului

Biserica evanghelică din Rupea este un ansamblu de monumente istorice aflat pe teritoriul orașului Rupea. În Repertoriul Arheologic Național, monumentul apare cu codul 40401.07.
Ansamblul este format din două monumente:
- Biserica evanghelică (cod LMI BV-II-m-A-11774.01)
- Zid de incintă cu turn-clopotniță (cod LMI BV-II-m-A-11774.02)

În biserică se găsește o orgă construită la începutul sec. 19 de Johann Thois, din care s-au păstrat numai bufetul și o parte din tuburi.

## Localitatea
Rupea, mai demult Cohalm, Holuma, (în dialectul săsesc Räppes, germană Reps, Rupes, Kuhalme, maghiară Kőhalom) este un oraș în județul Brașov, Transilvania, România, format din localitățile componente Fișer și Rupea (reședința).

## Biserica
Se află în partea nord-estică a pieței orașului, parțial ascunsă de clădiri contemporane. Ținând cont de vechimea cetății și importanța locului pentru întregul scaun, biserica trebuie să fi fost întemeiată cel puțin la începutul veacului al XIV-lea. În perioada catolică avea hramul Sf. Iacob.
Este un edificiu sub formă de sală, cu un cor închis poligonal, având o sacristie rectangulară la nord. Portalurile vechi, de la intrările de sud și vest ale navei și de la sacristie, și tabernacolul nișă din cor, ca și ferestrele, sunt de factură gotică. Nava a avut tot bolți gotice, dar ele au fost demolate în jurul anului 1665, pentru ca ulterior să fie dotată cu un tavan din lemn casetat (1713). În cor s-au păstrat consolele de sprijin pentru ogivele bolții, iar tencuielile târzii ascund încă elementele vechi.
Pictura medievală a început să iasă la iveală încă din perioada interbelică, dar decaparea ei se lasă încă așteptată. Colecția celor 17 covoare orientale a fost în întregime transferată la Biserica Neagră din Brașov, la fel s-a întâmplat și cu orga, recent restaurată și repusă în funcțiune. Cea aflată acum în biserică este orga bisericii din Drăușeni. Dintre stranele rămase pe loc, cea mai veche provine din anul 1609; altele poartă anii 1631, 1732, 1773-1777. Altarul se datează la 1709 și are caracteristici baroce. Decorația de lemn a amvonului a fost finalizată la 1726-1727, iar tribunele în 1801.
Orga a fost construită în anul 1699, poartă inscripția Tri uni Deo (1726), a fost restaurată în anii 1918 (Karl Einschenk), 1959 (Otto Einschenk) și 2012.
Turnul-clopotniță lateral, de factură barocă, a fost ridicat pe incintă în anul 1782. Curtina din jurul bisericii a servit protecției cimitirului, înainte ca dispozițiile administrației habsburgice din secolul al XVIII-lea să oblige scoaterea sa din perimetrul locuit. Ceasul a fost instalat în anul 1847.

## Imagini din exterior

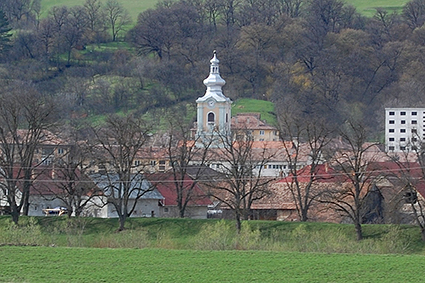
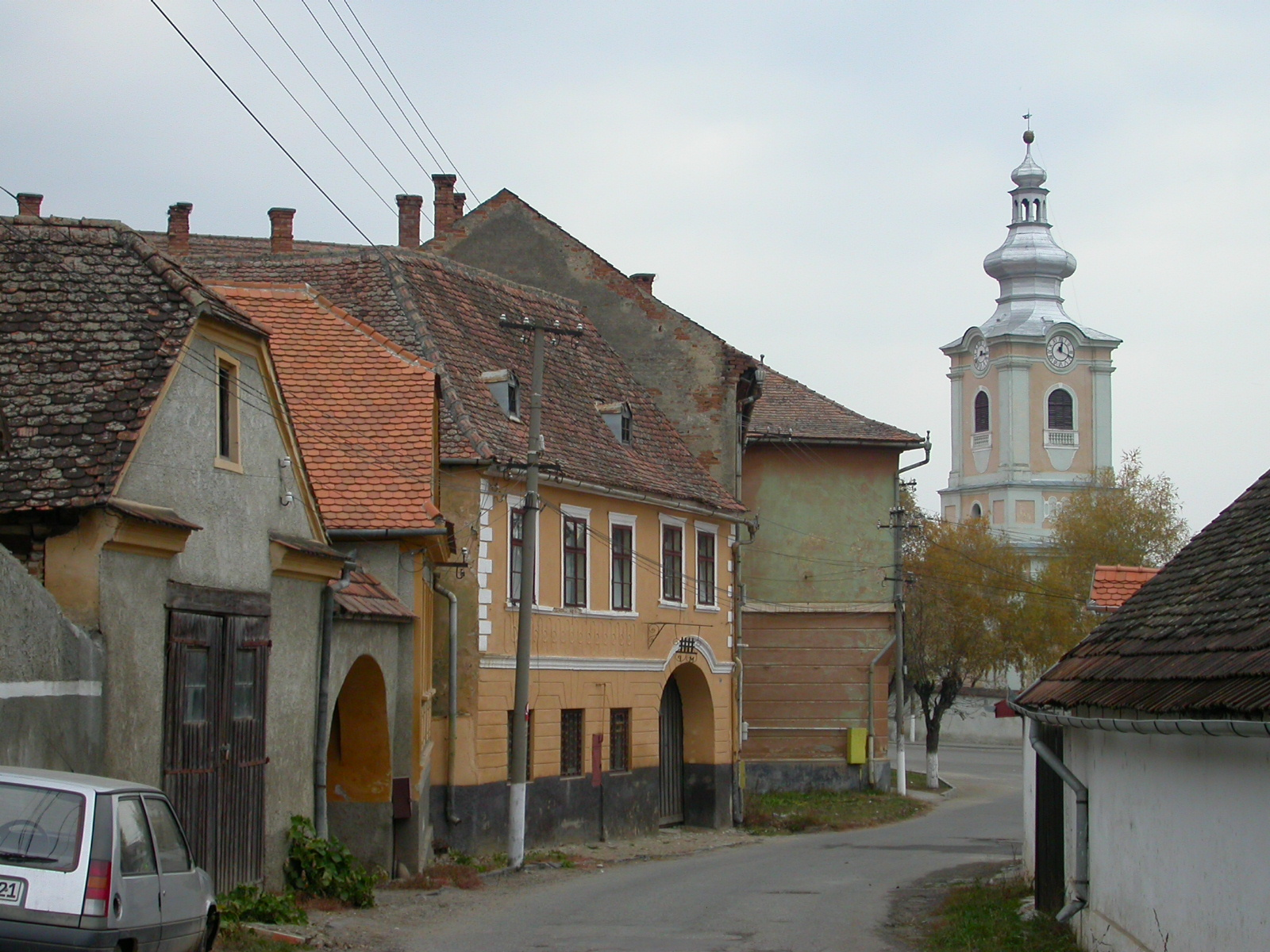
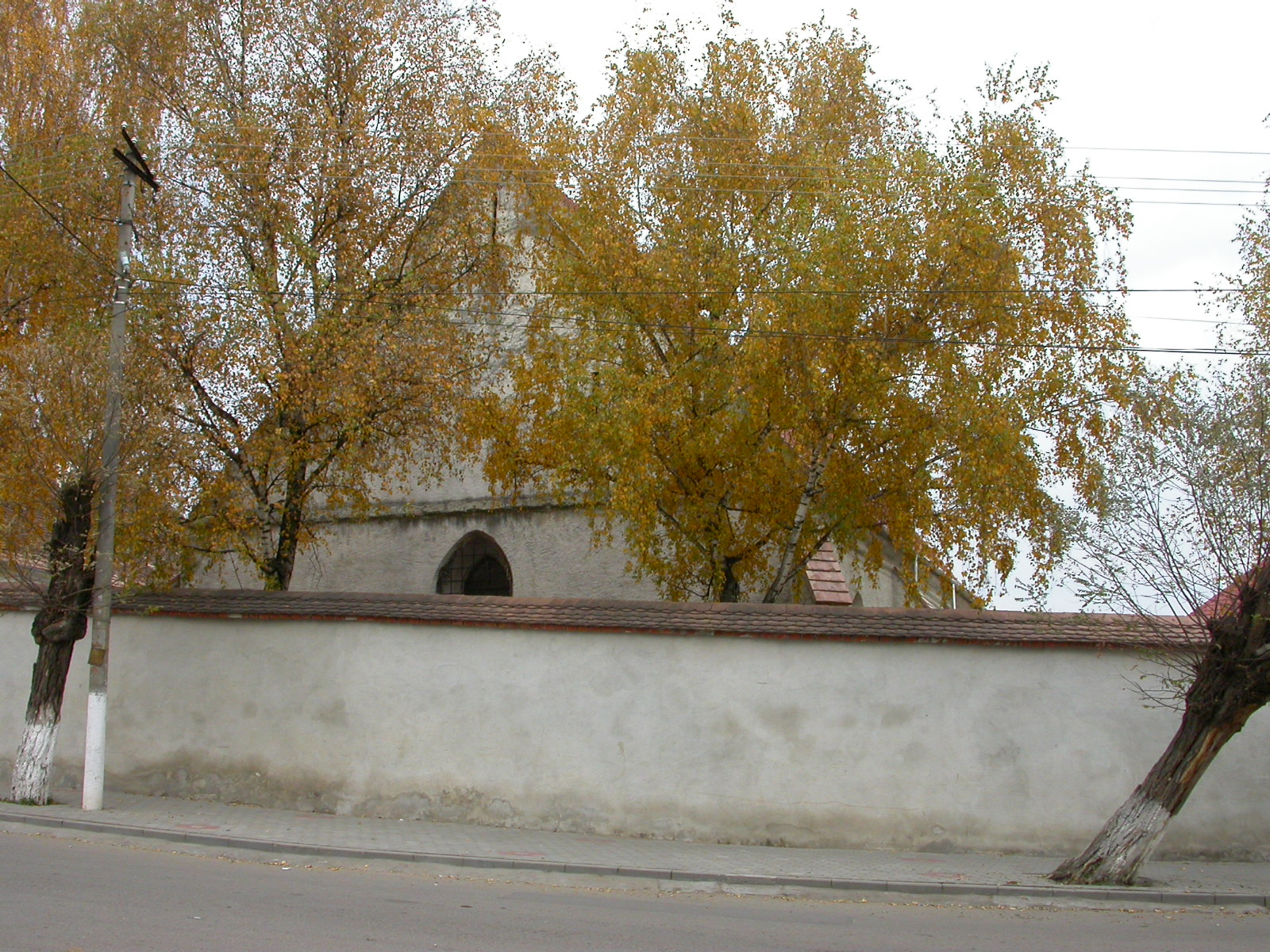
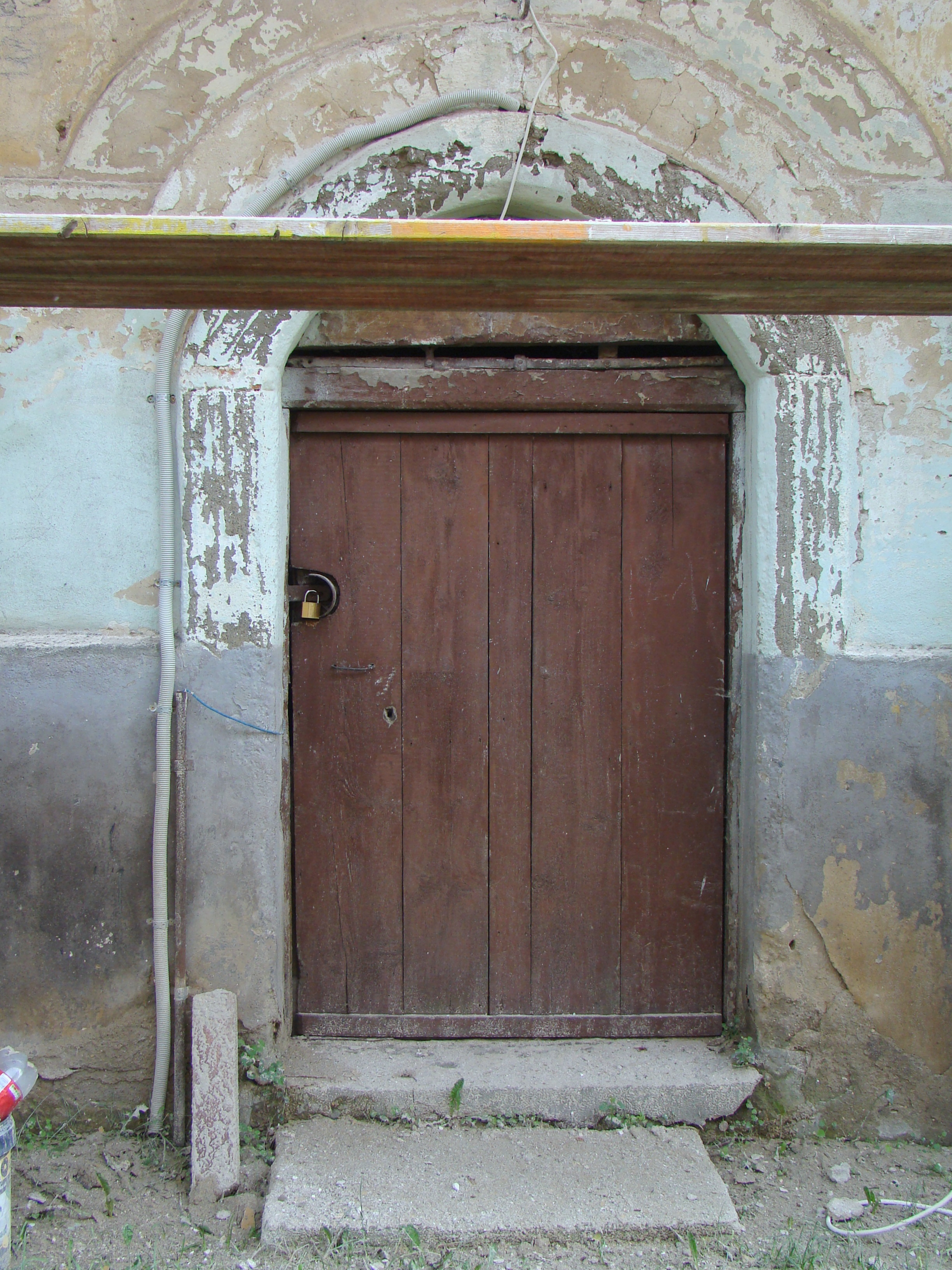
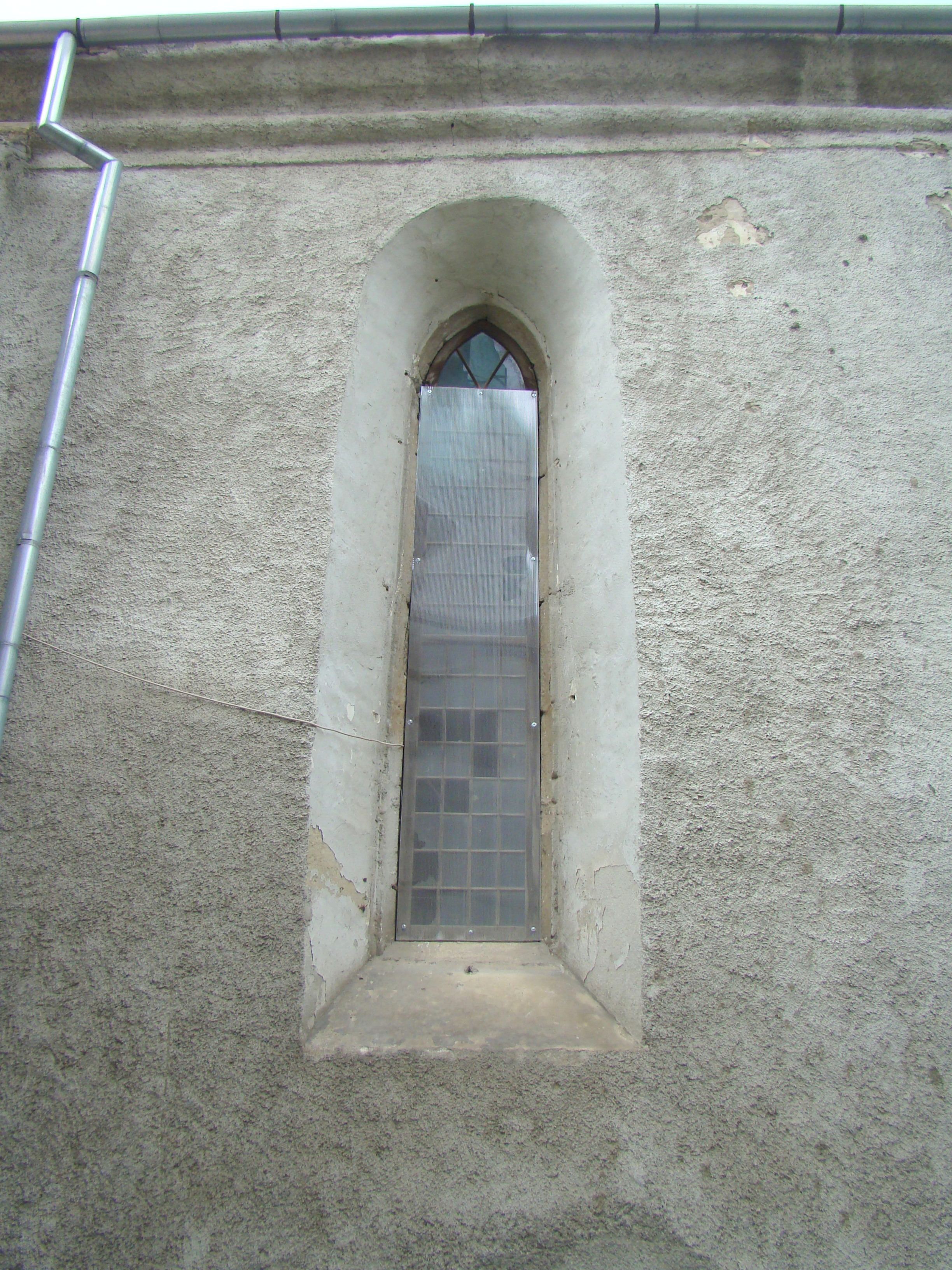
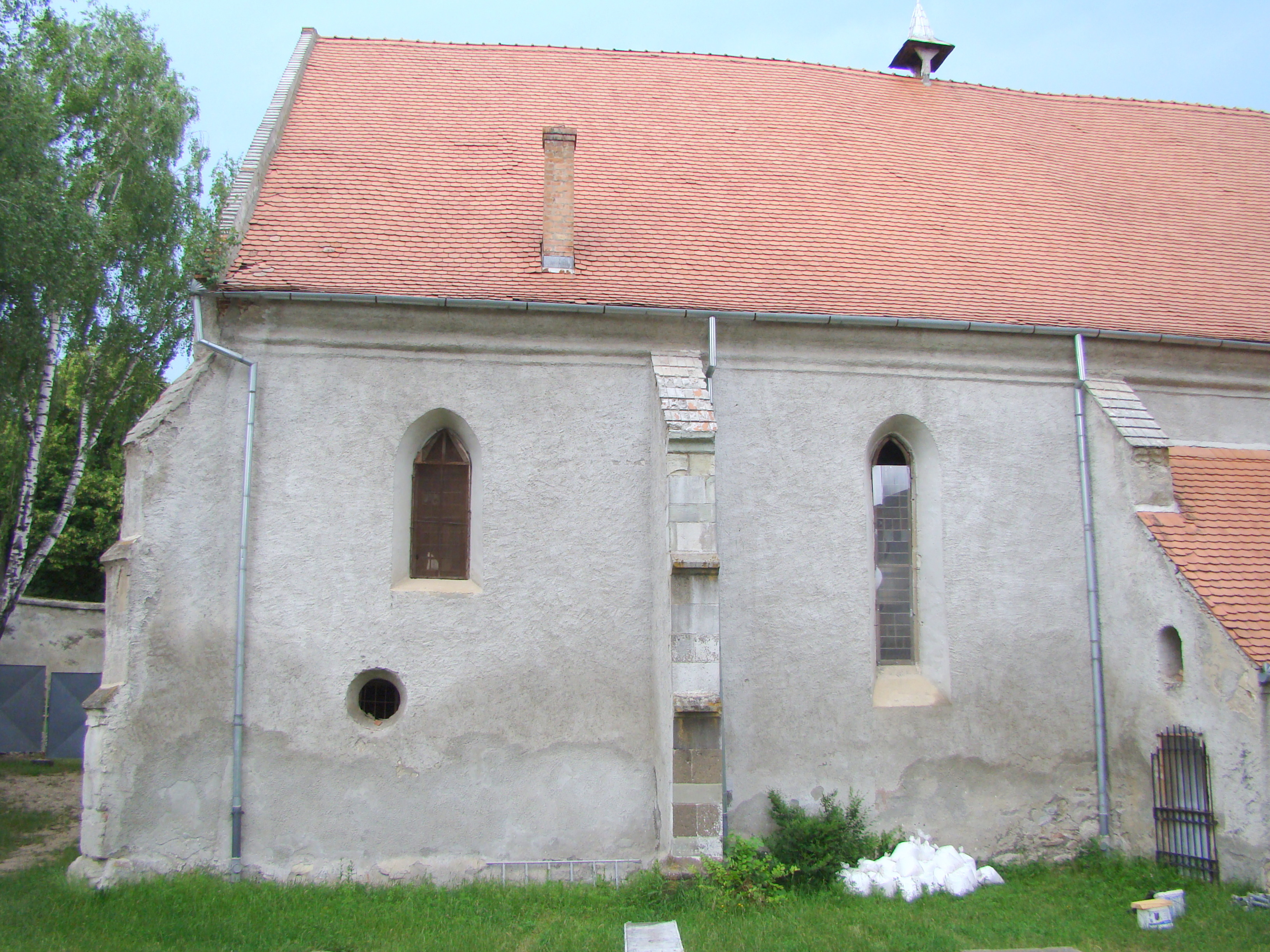
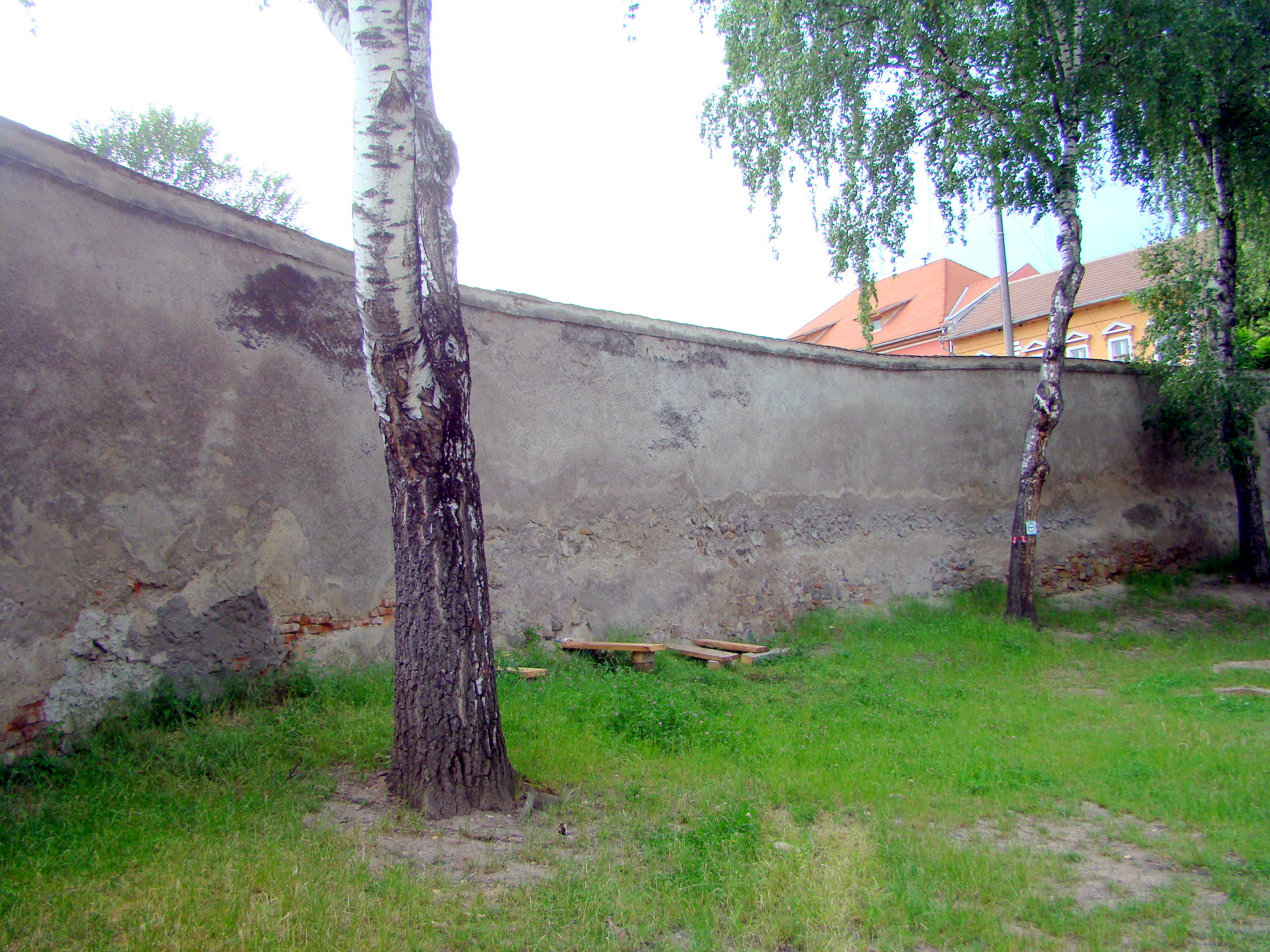
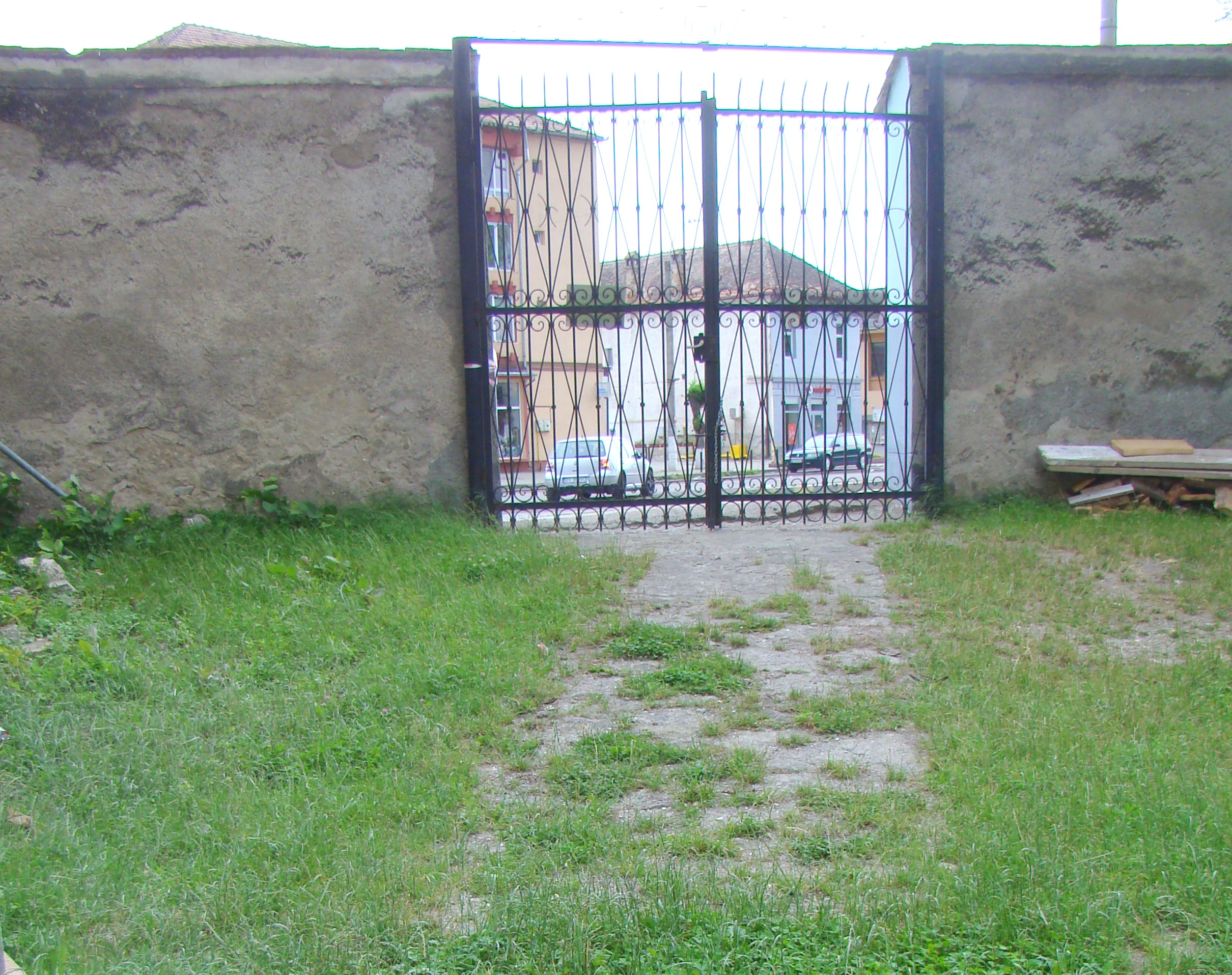
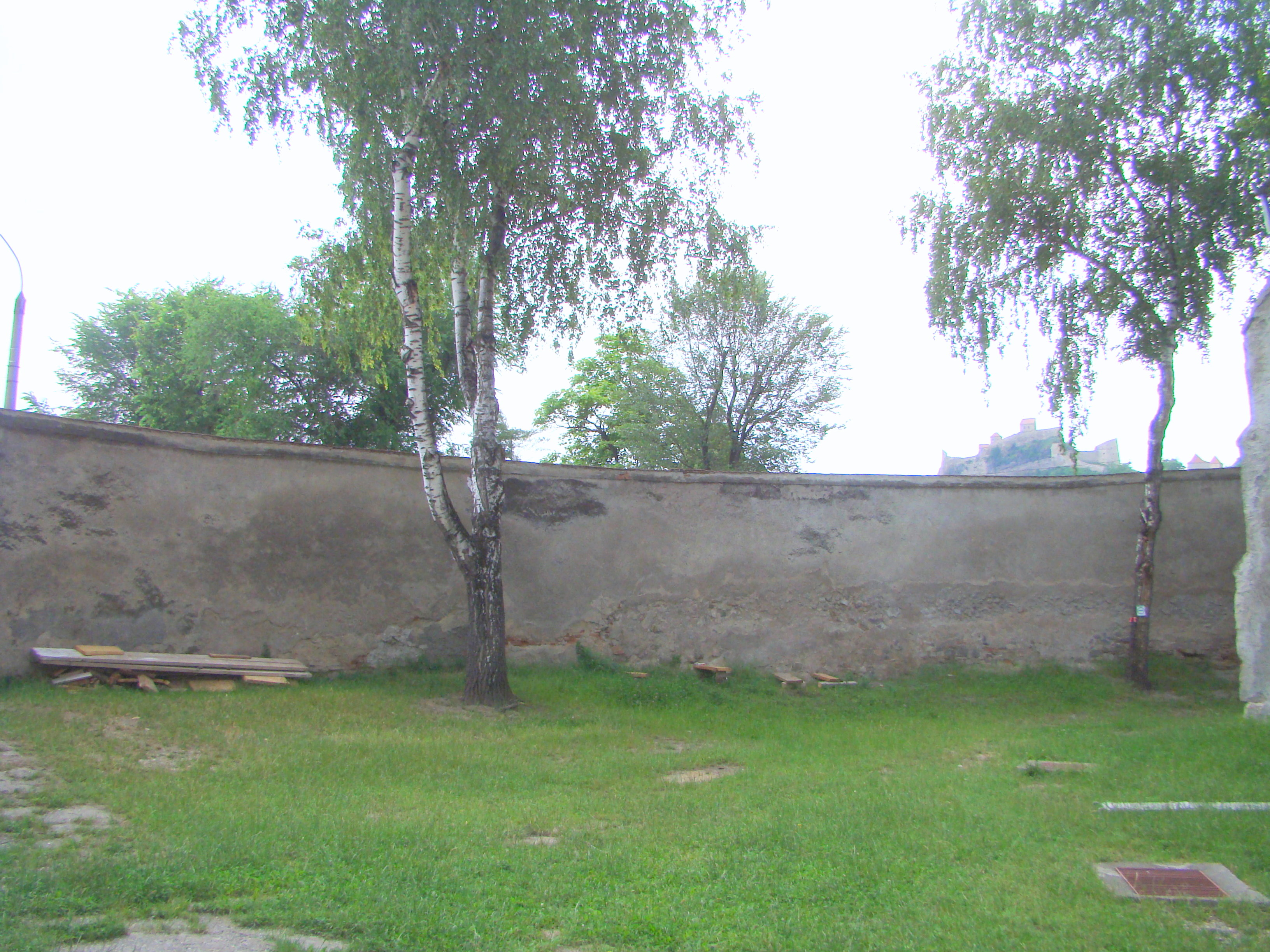

## Vezi și
- Rupea

## Imagini din interior

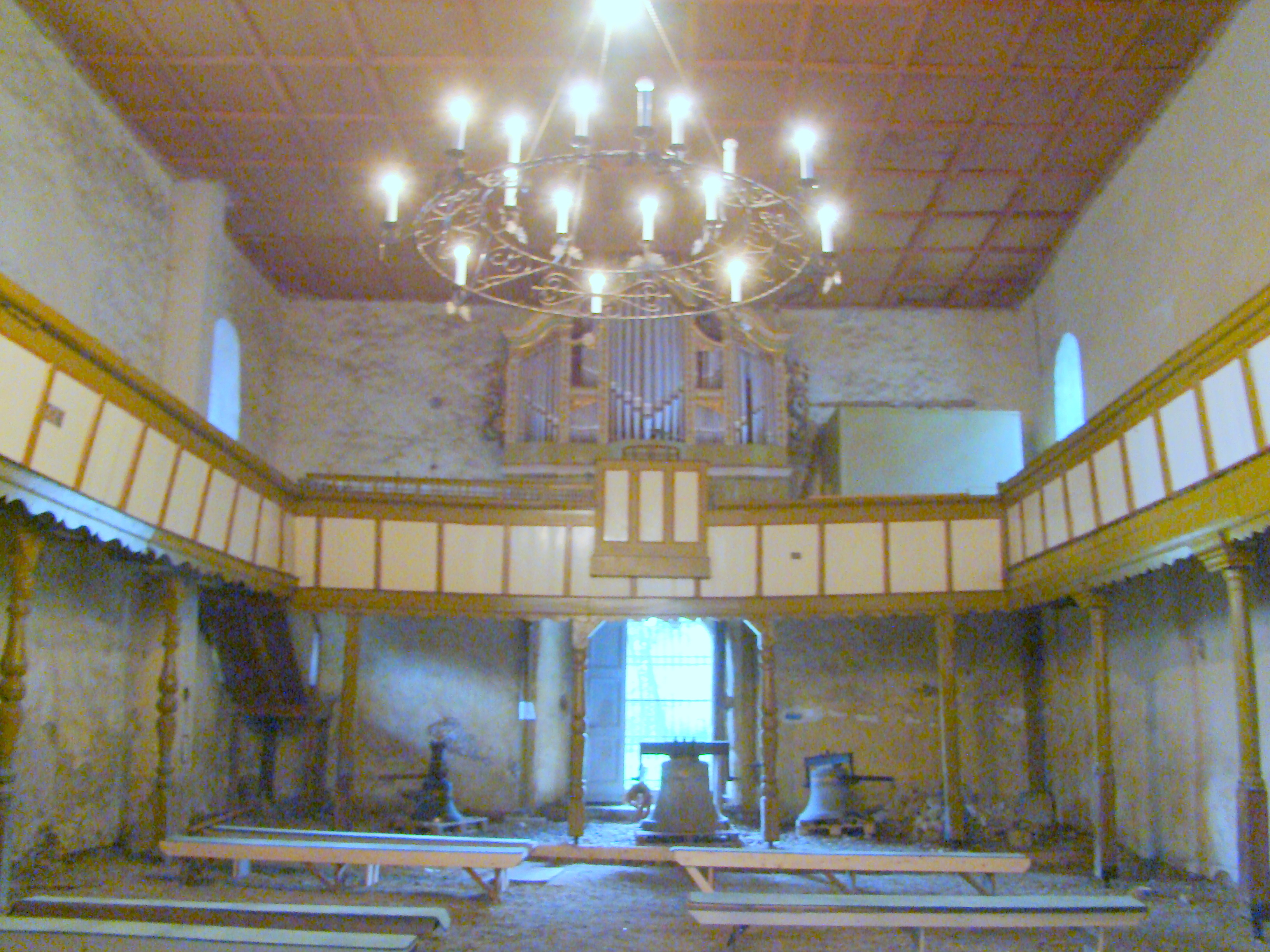
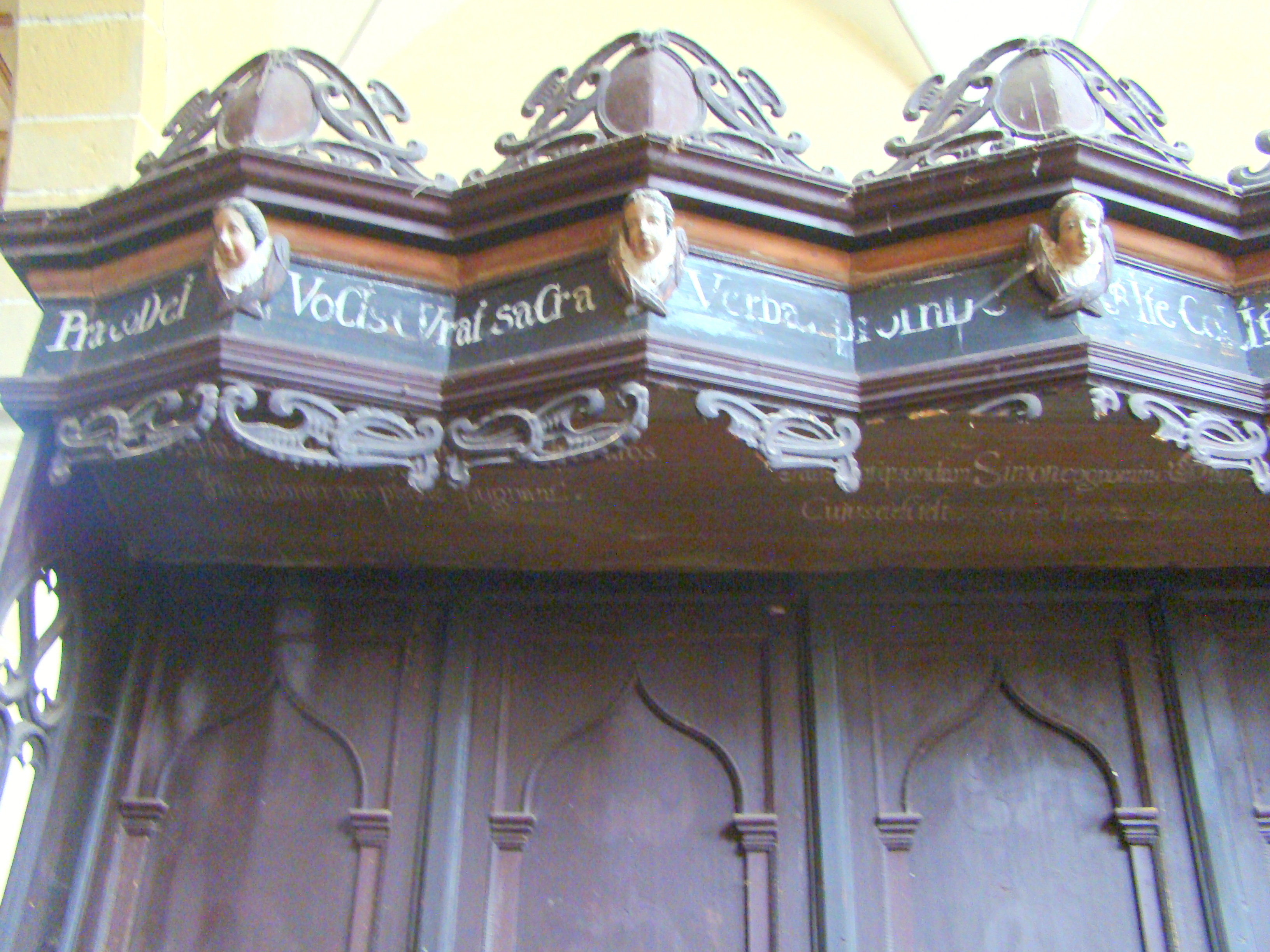
Cea mai veche strană păstrată în biserică
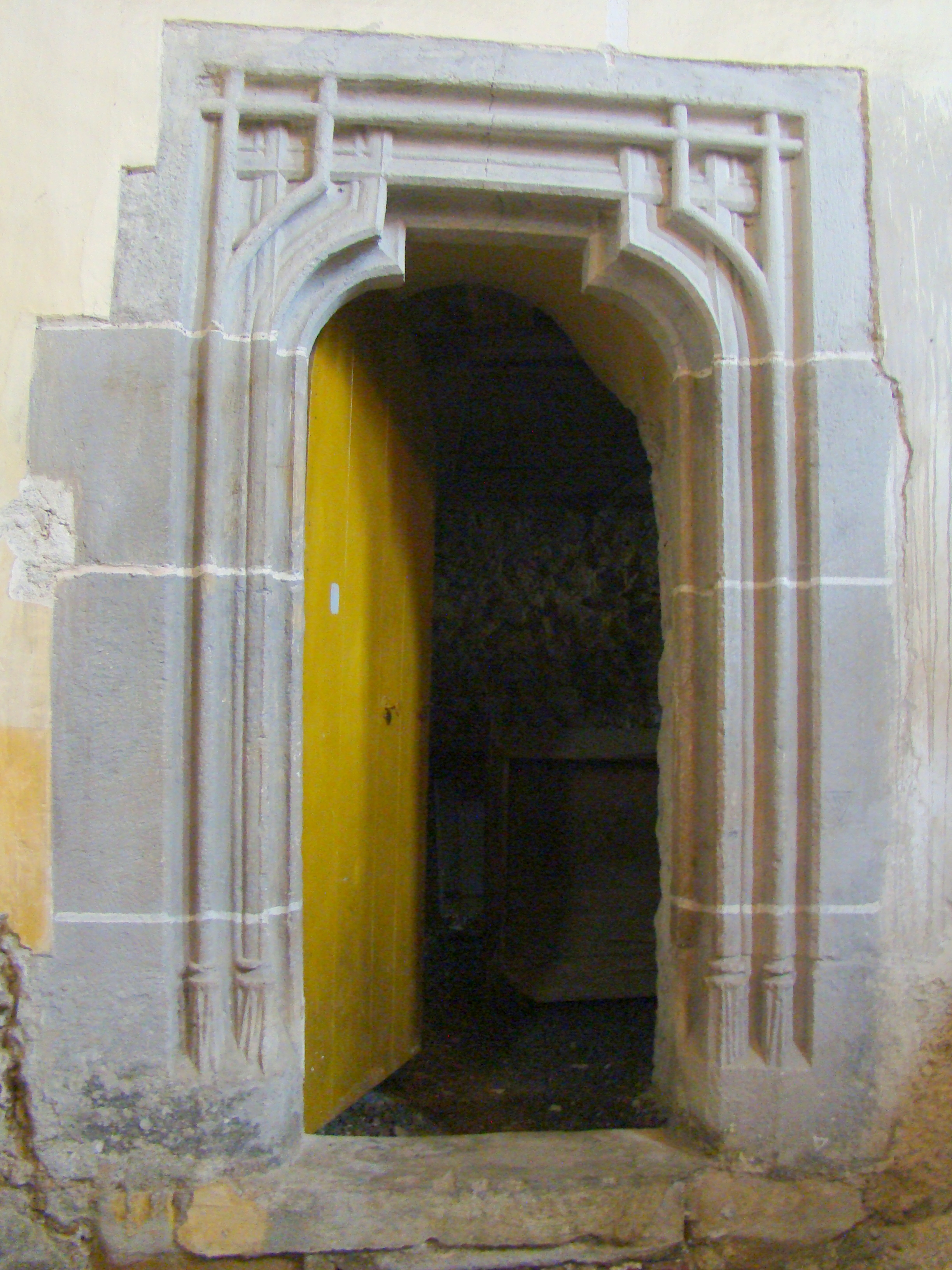
Ancadramentul din piatră al intrării în sacristie
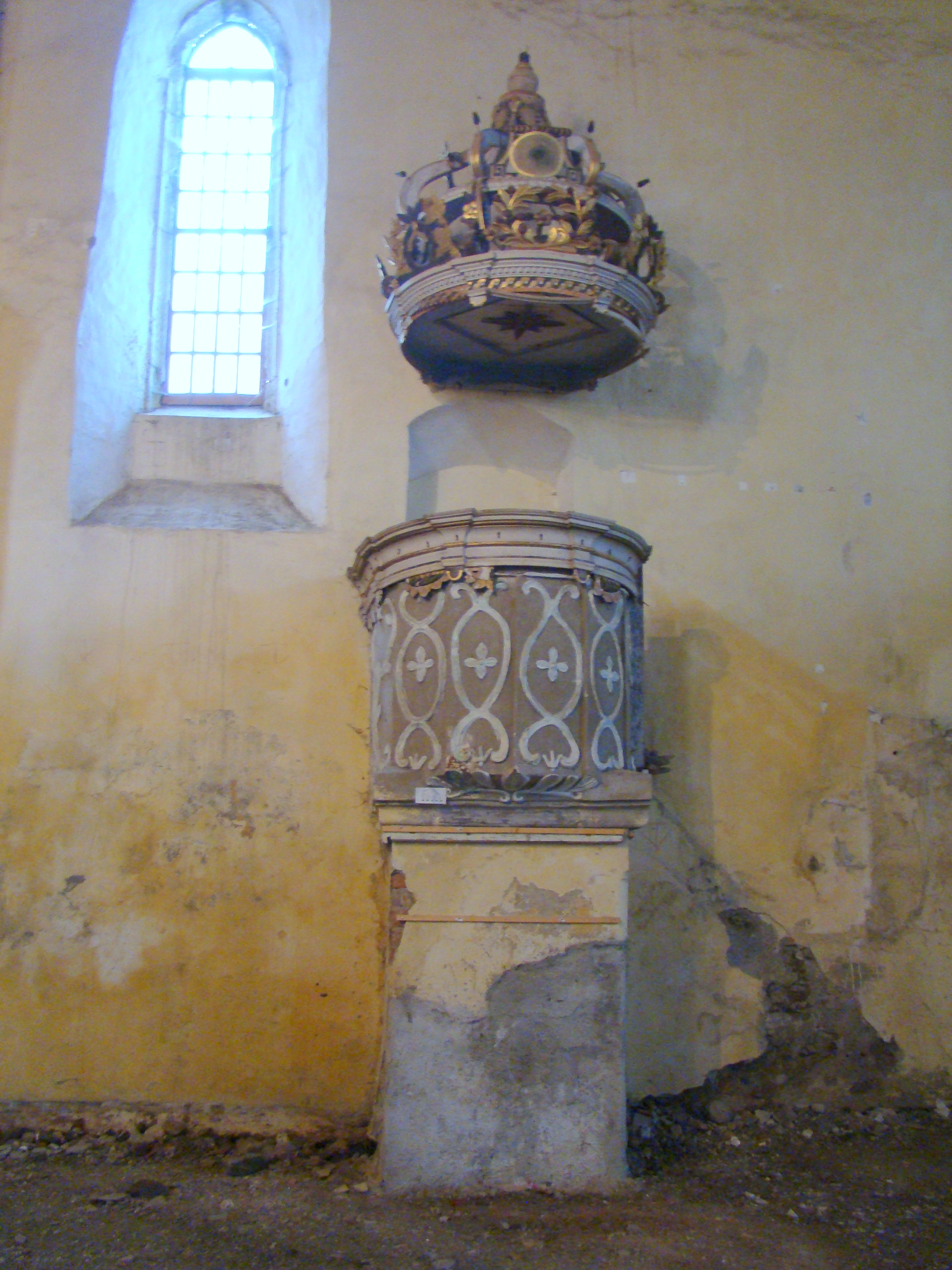
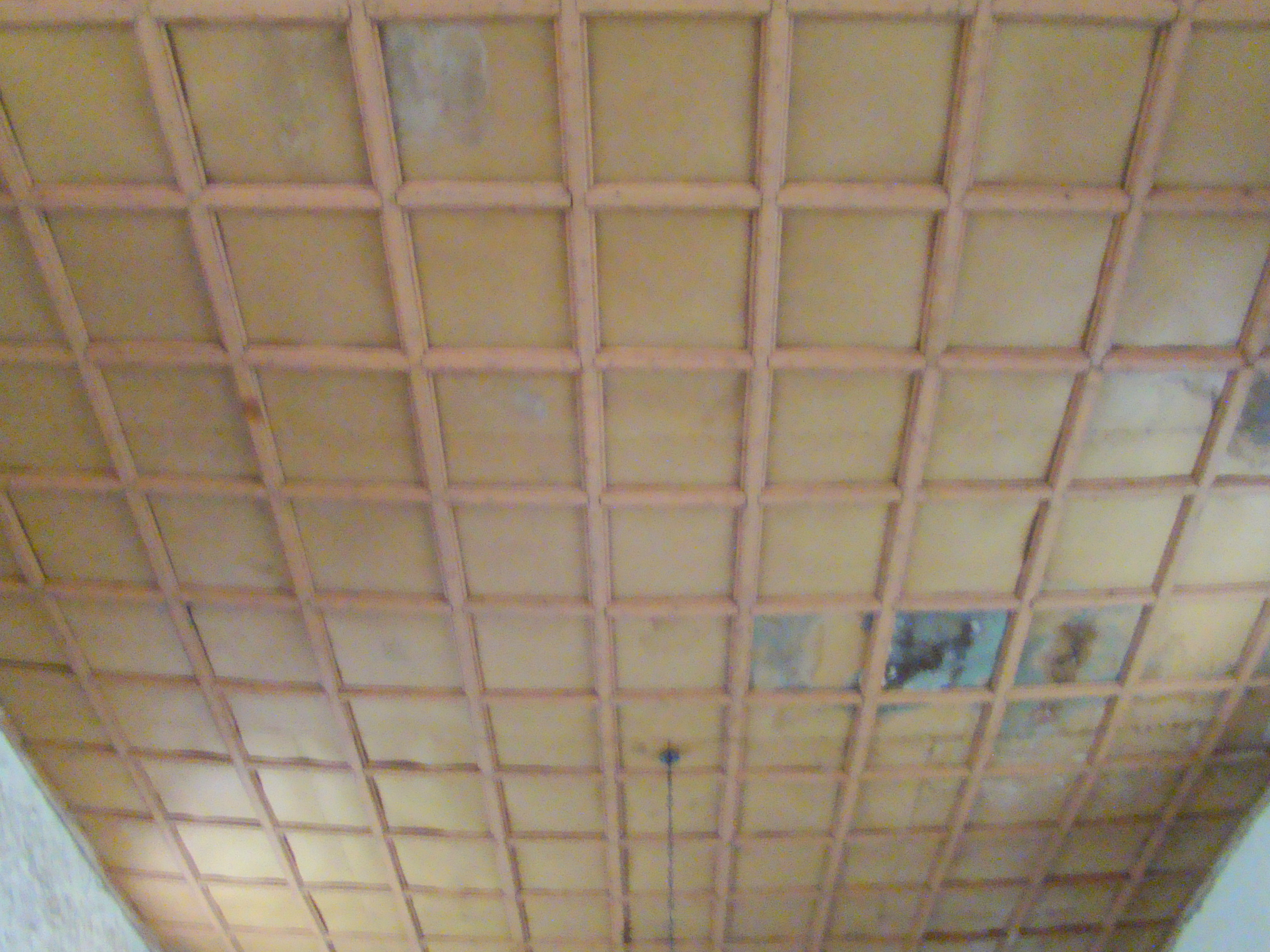
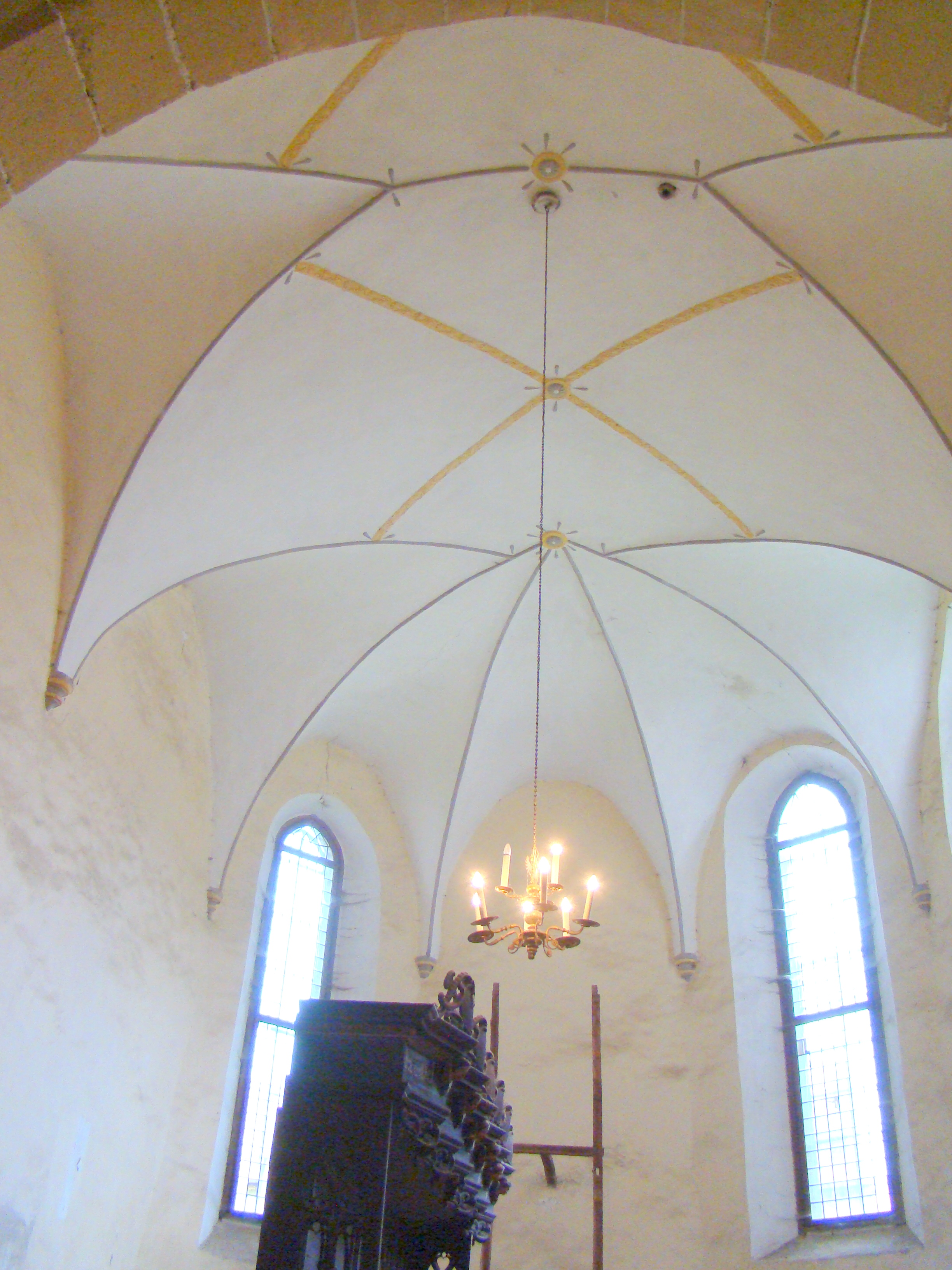
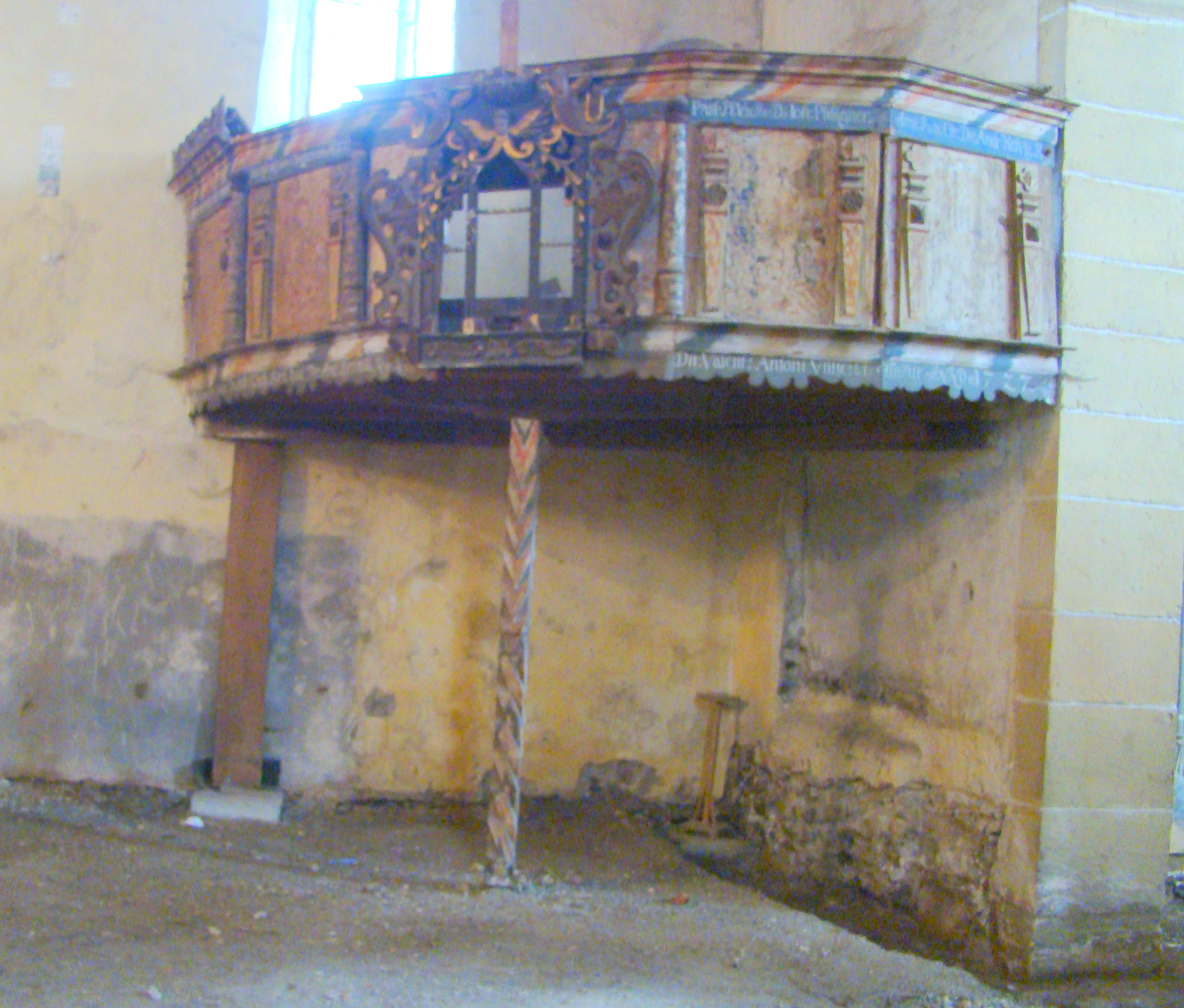
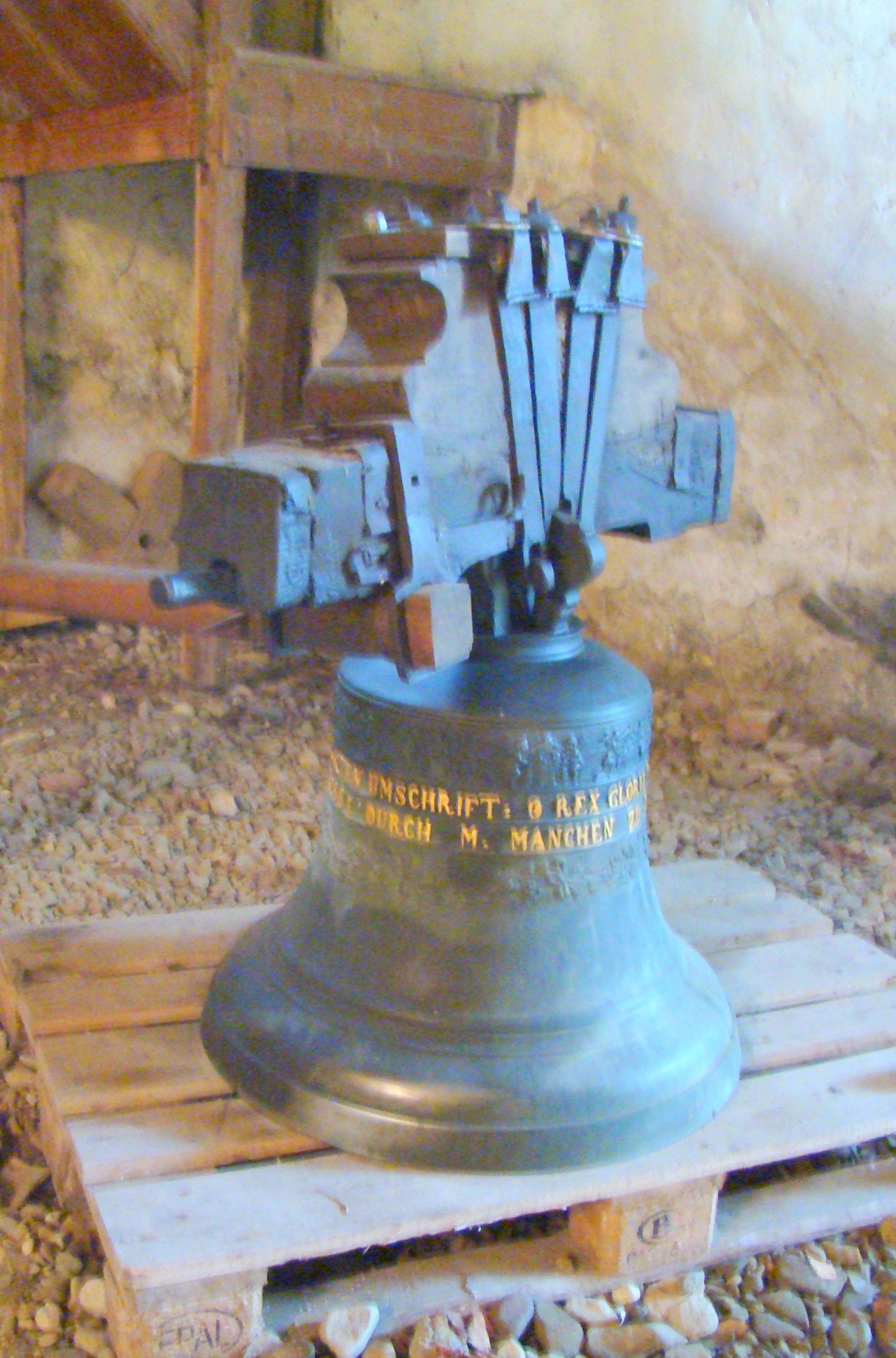
Clopotele bisericii din Roadeș sunt depozitate la Rupea
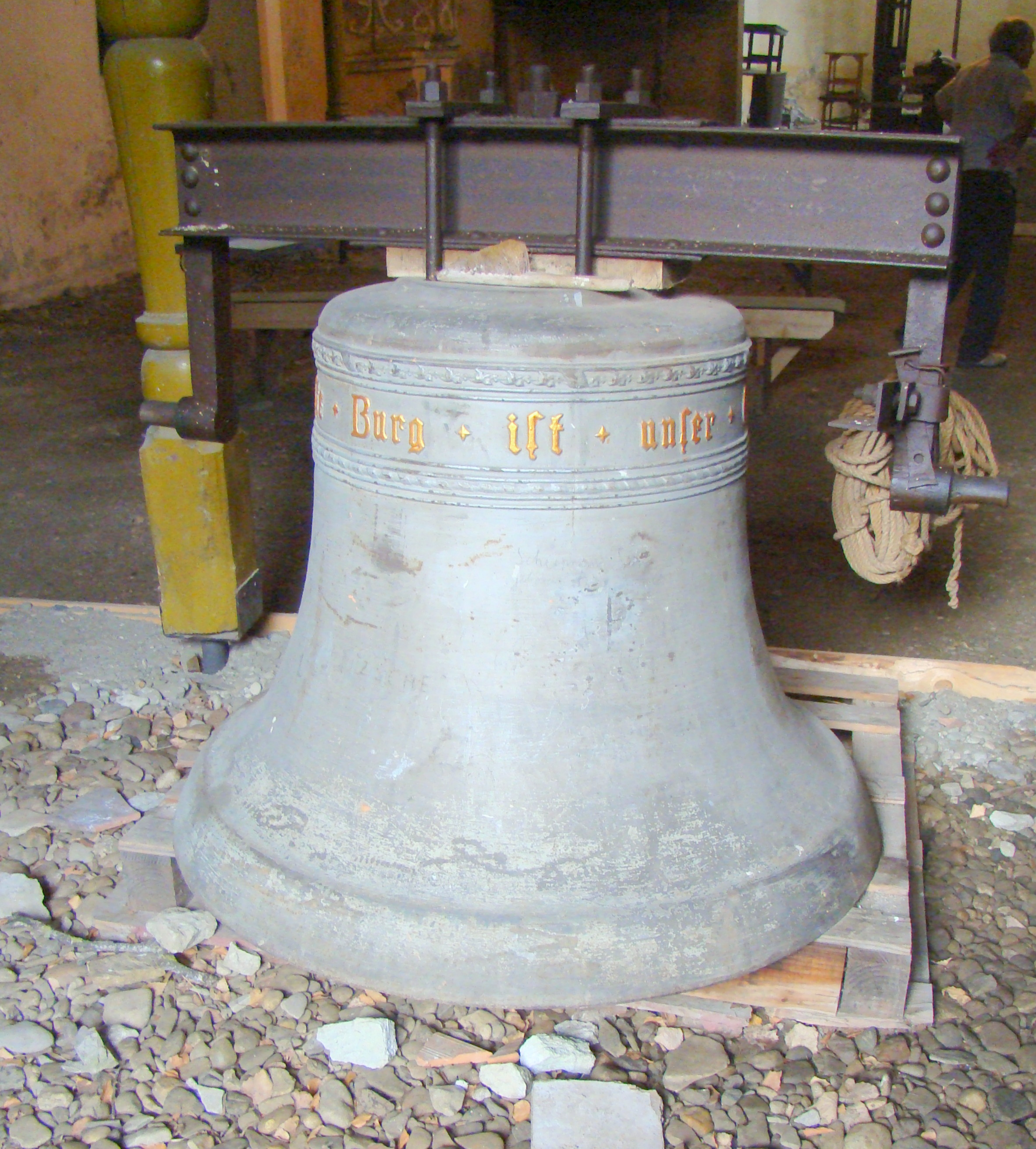
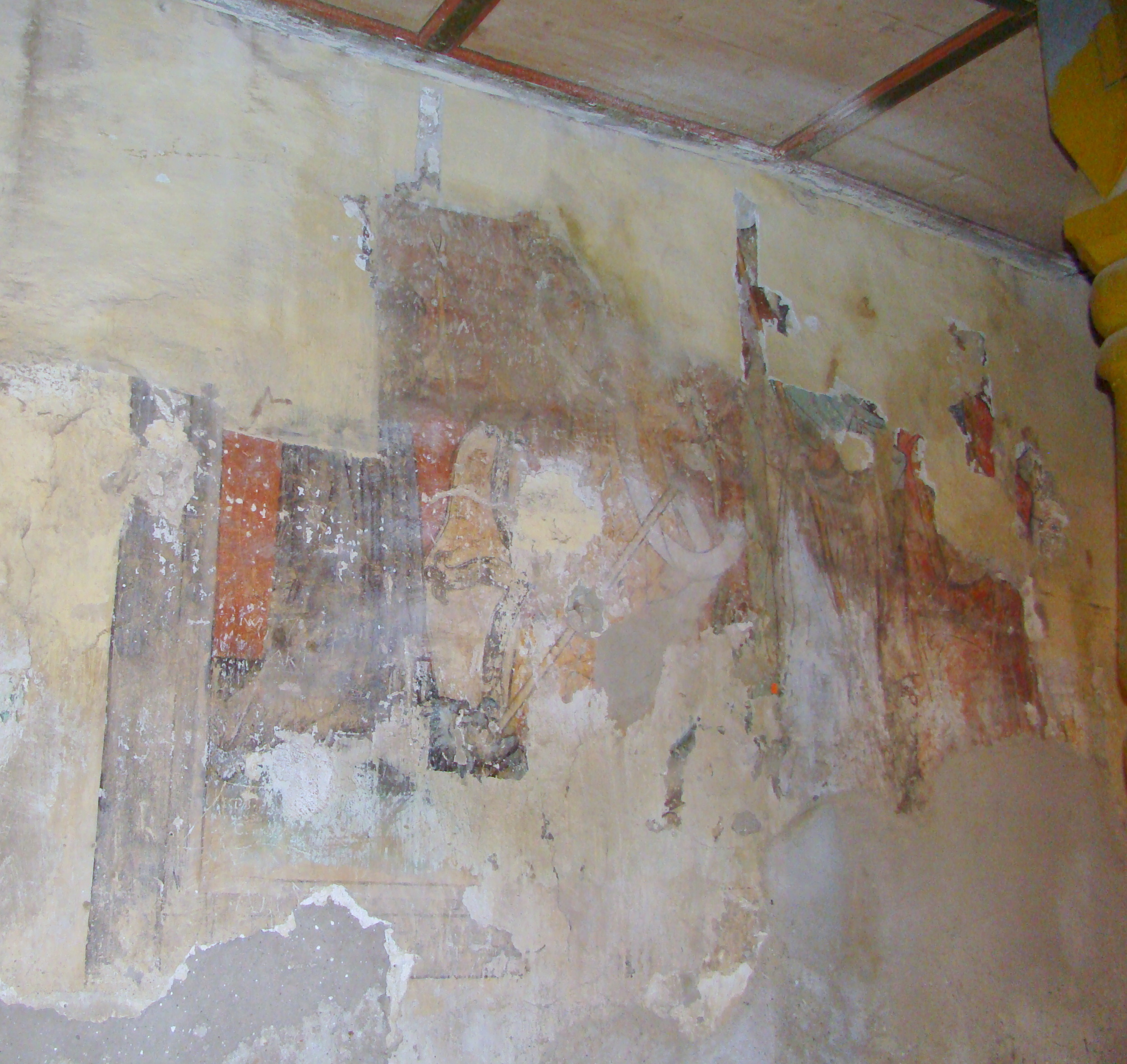
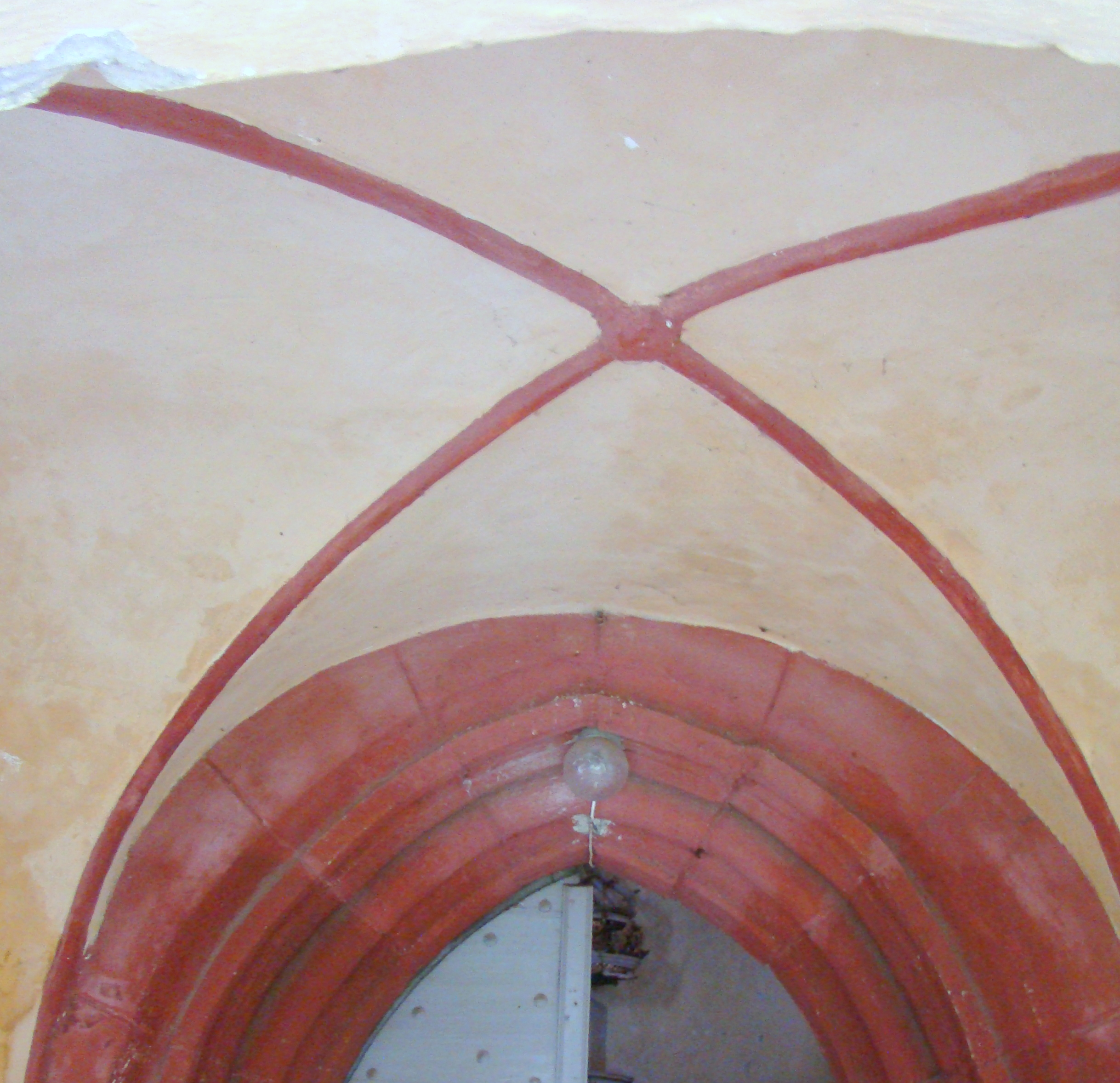
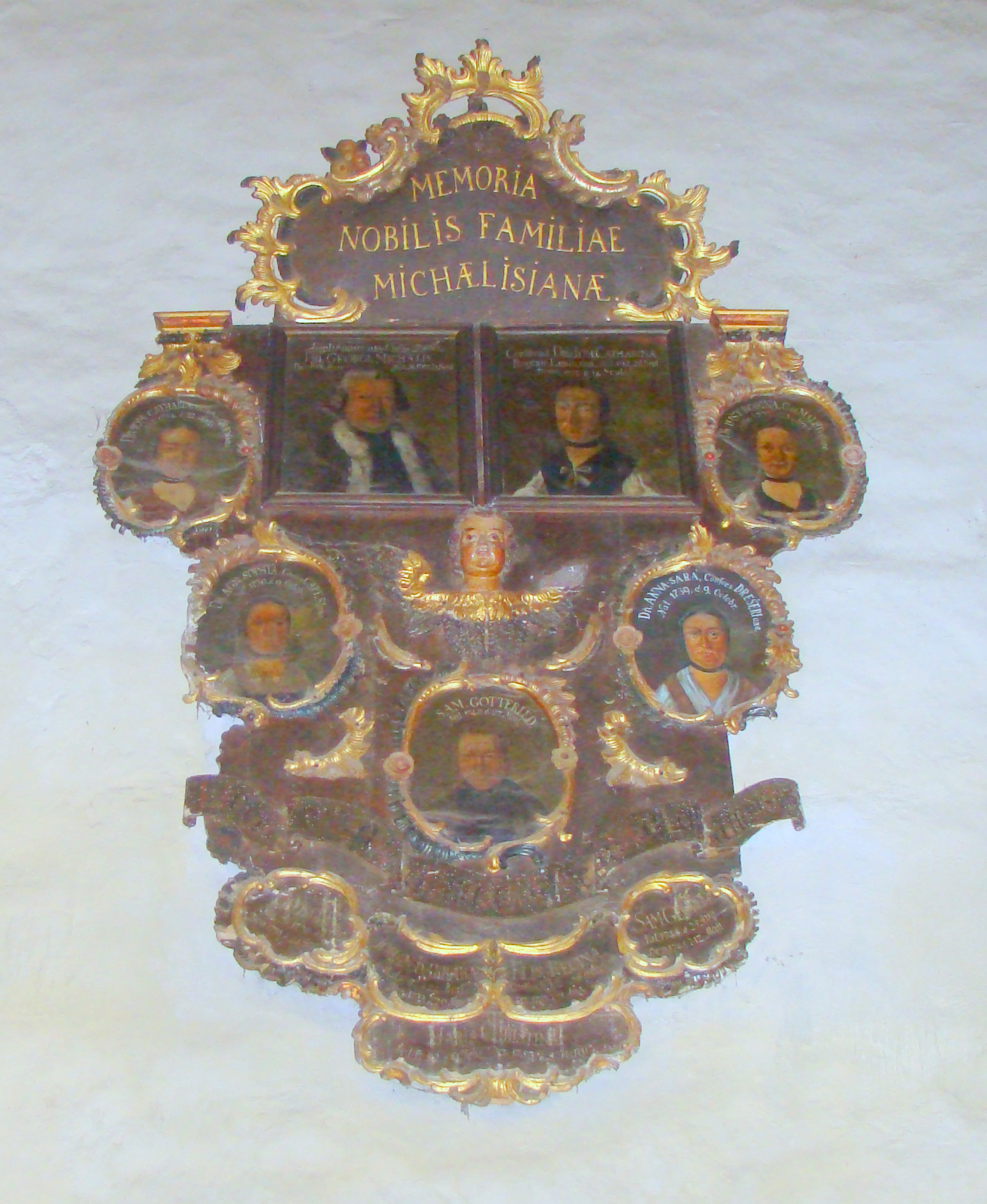
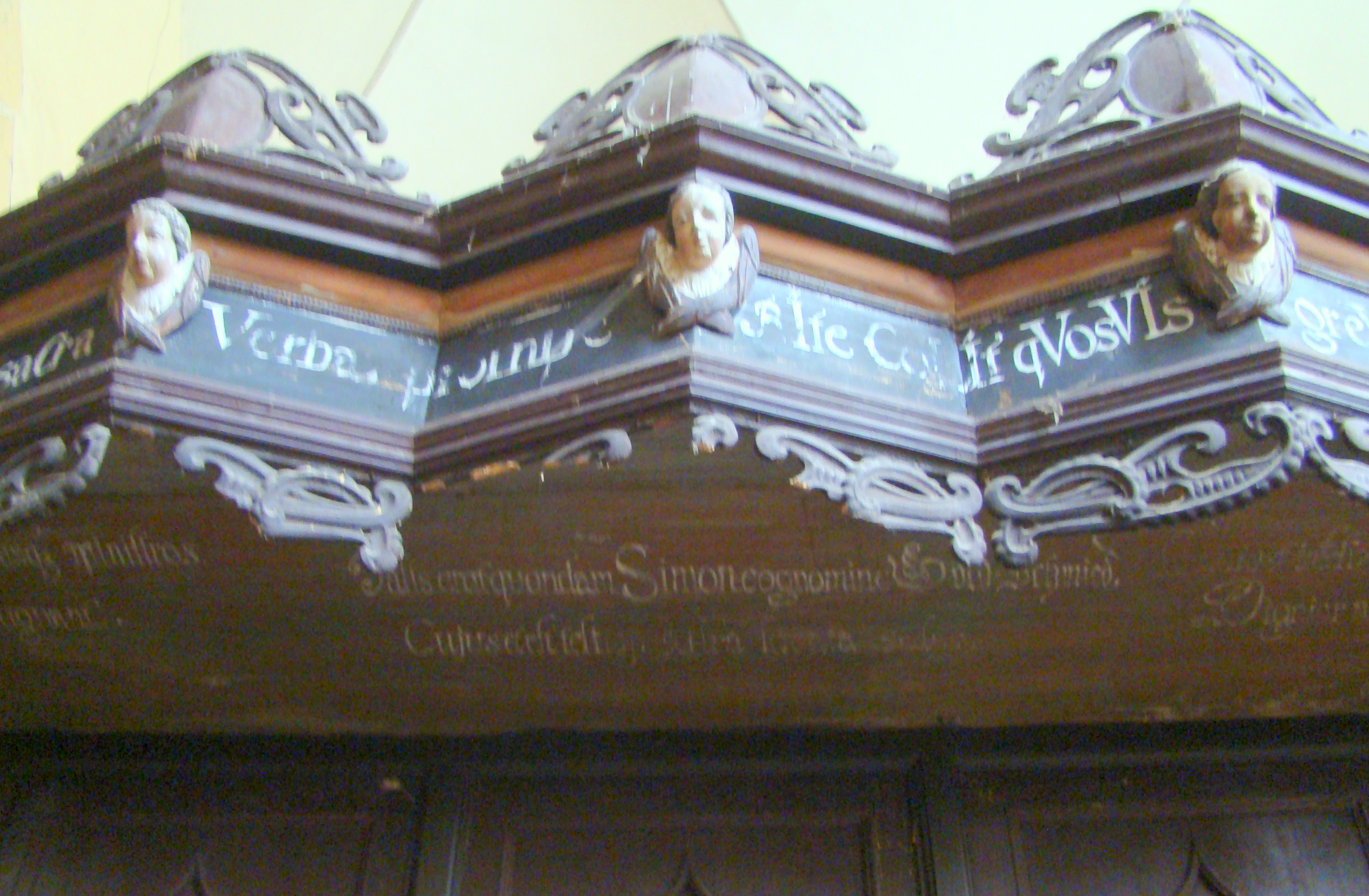
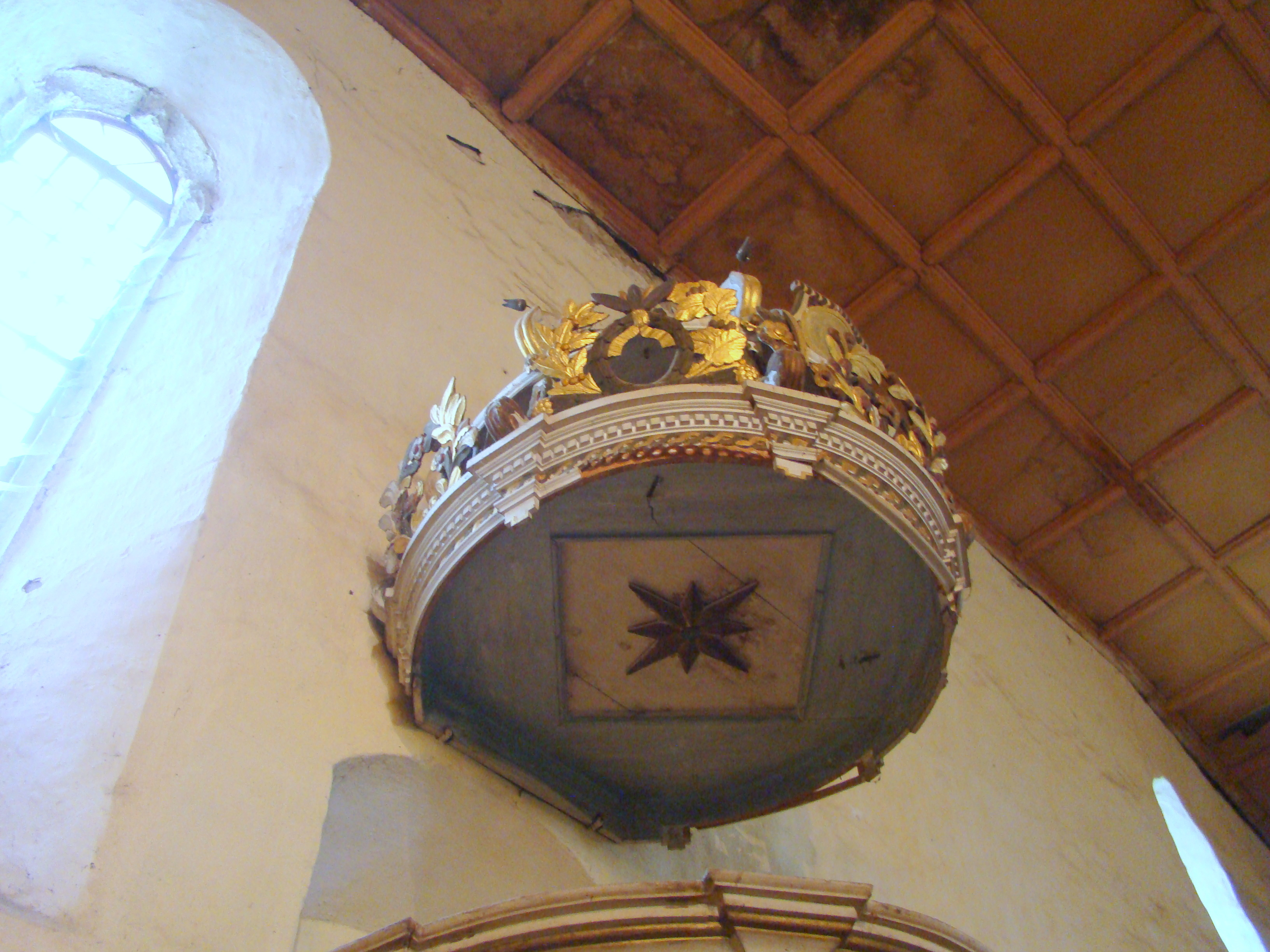
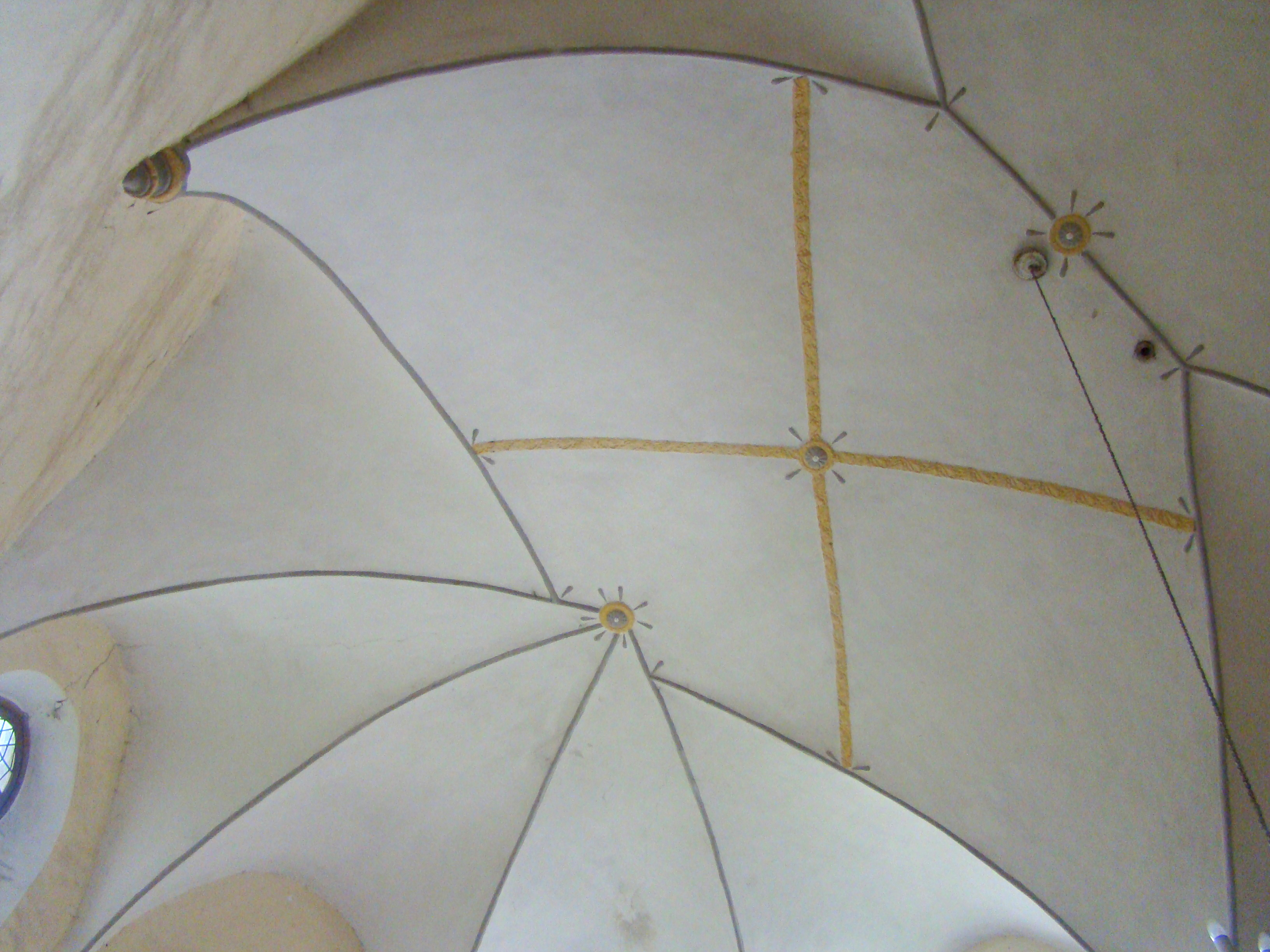
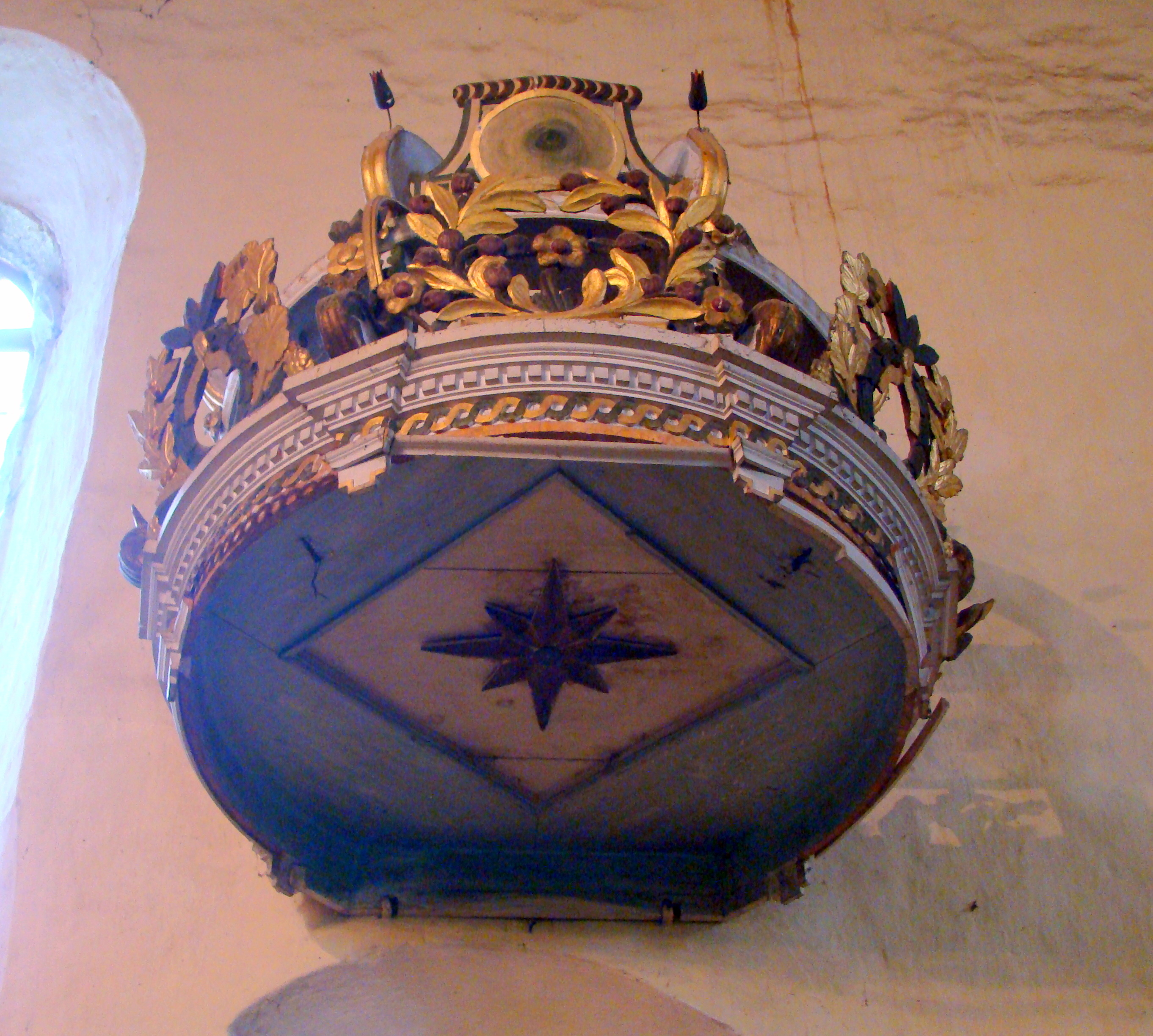
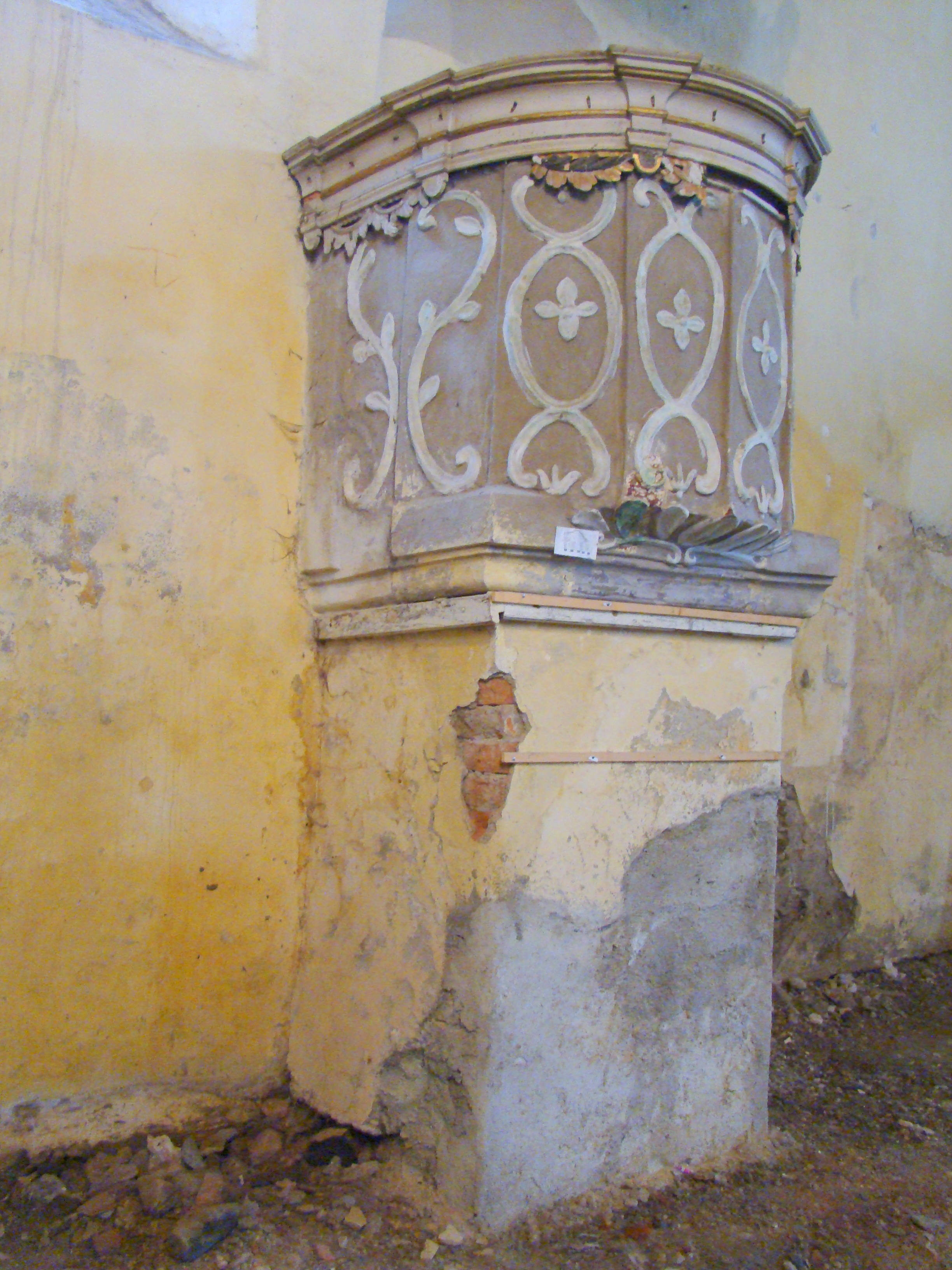
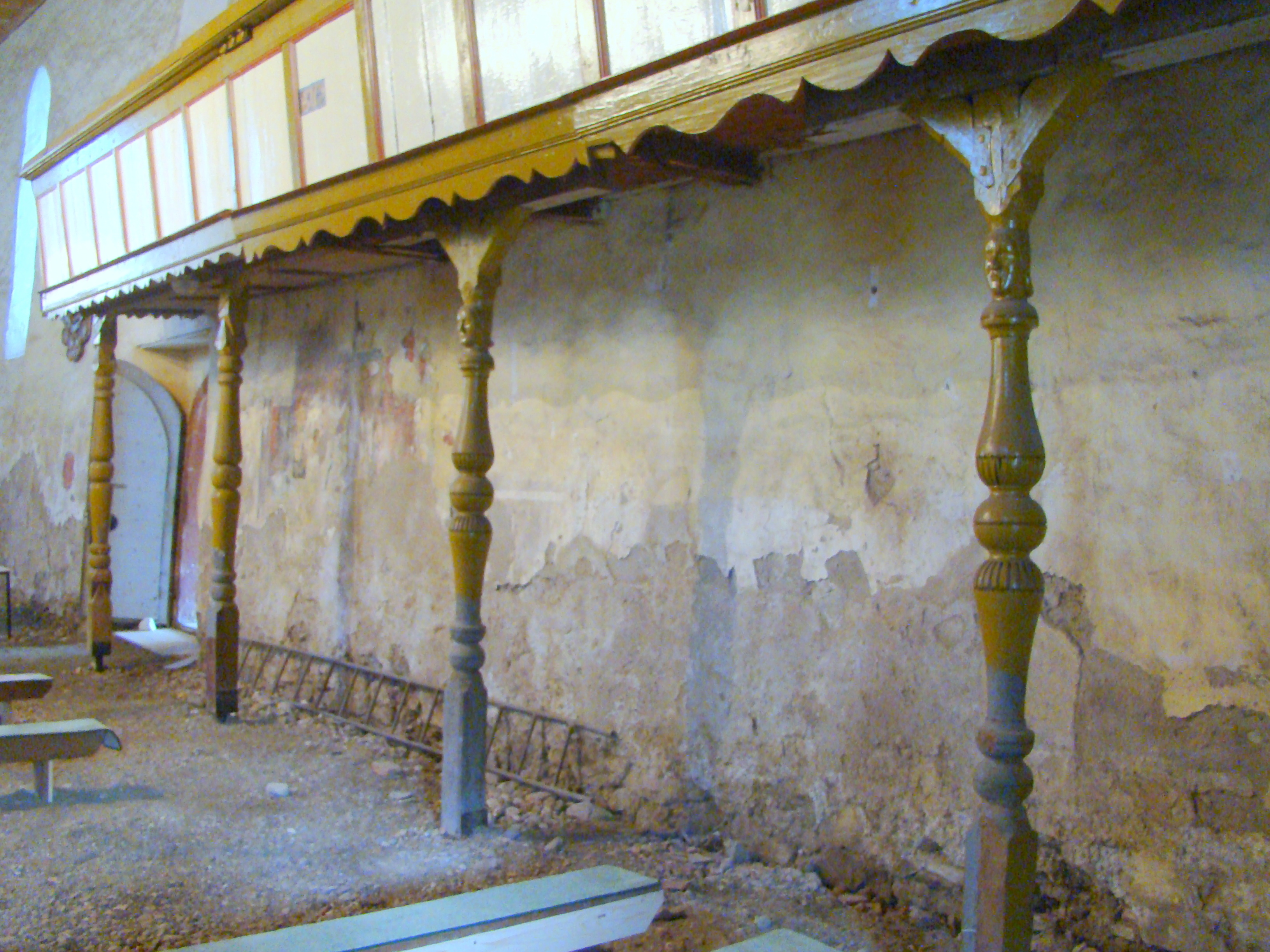
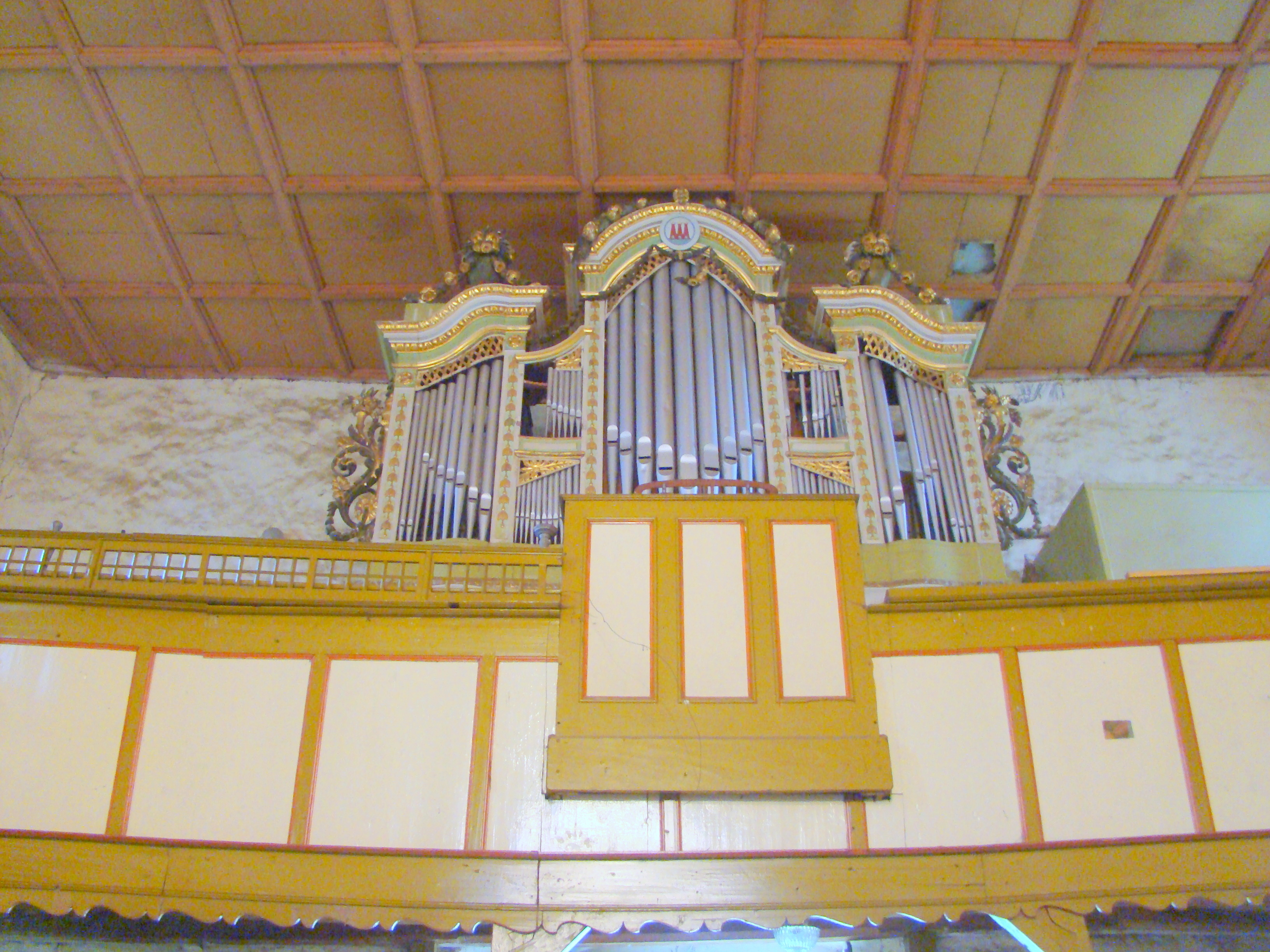
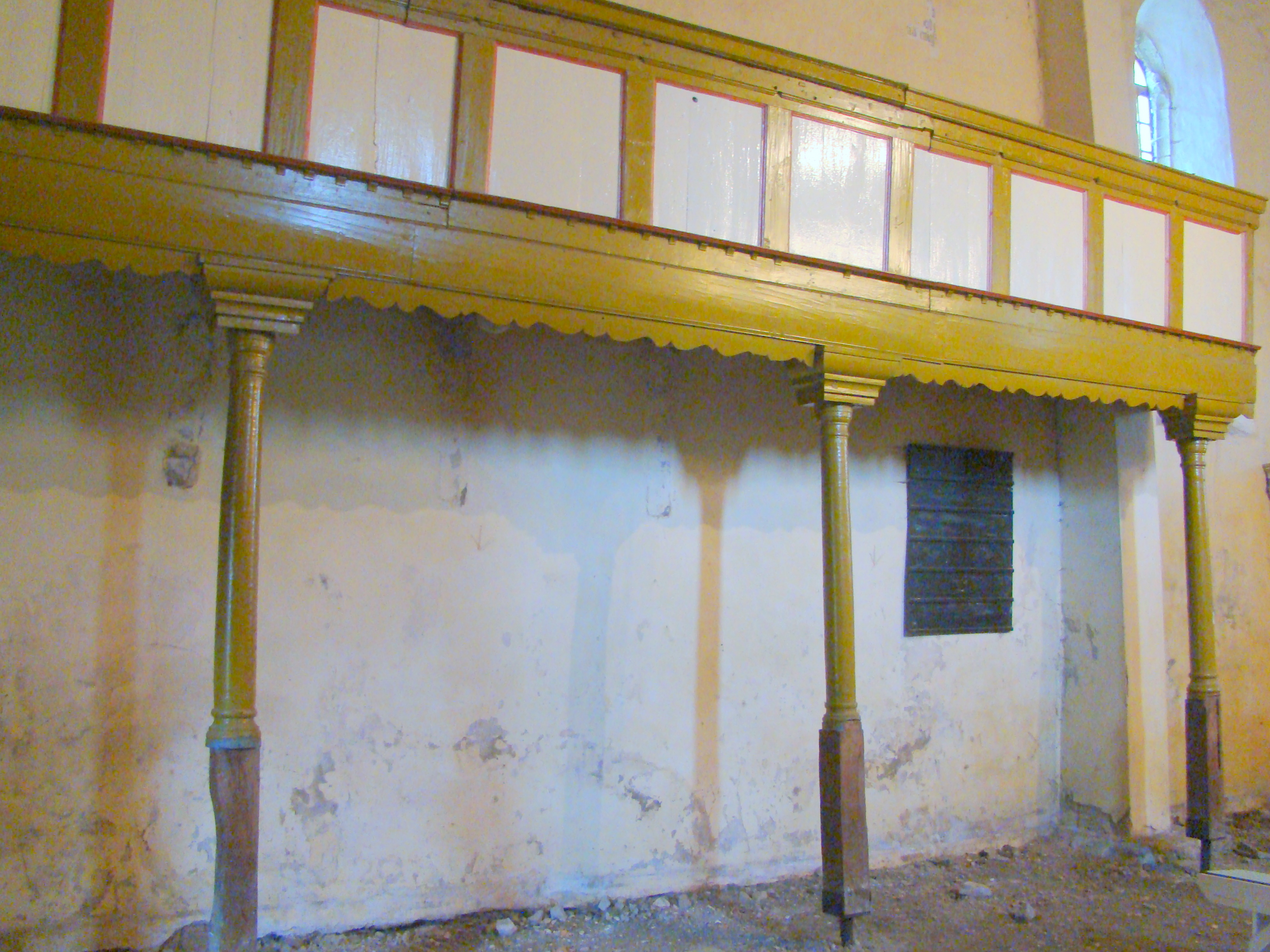
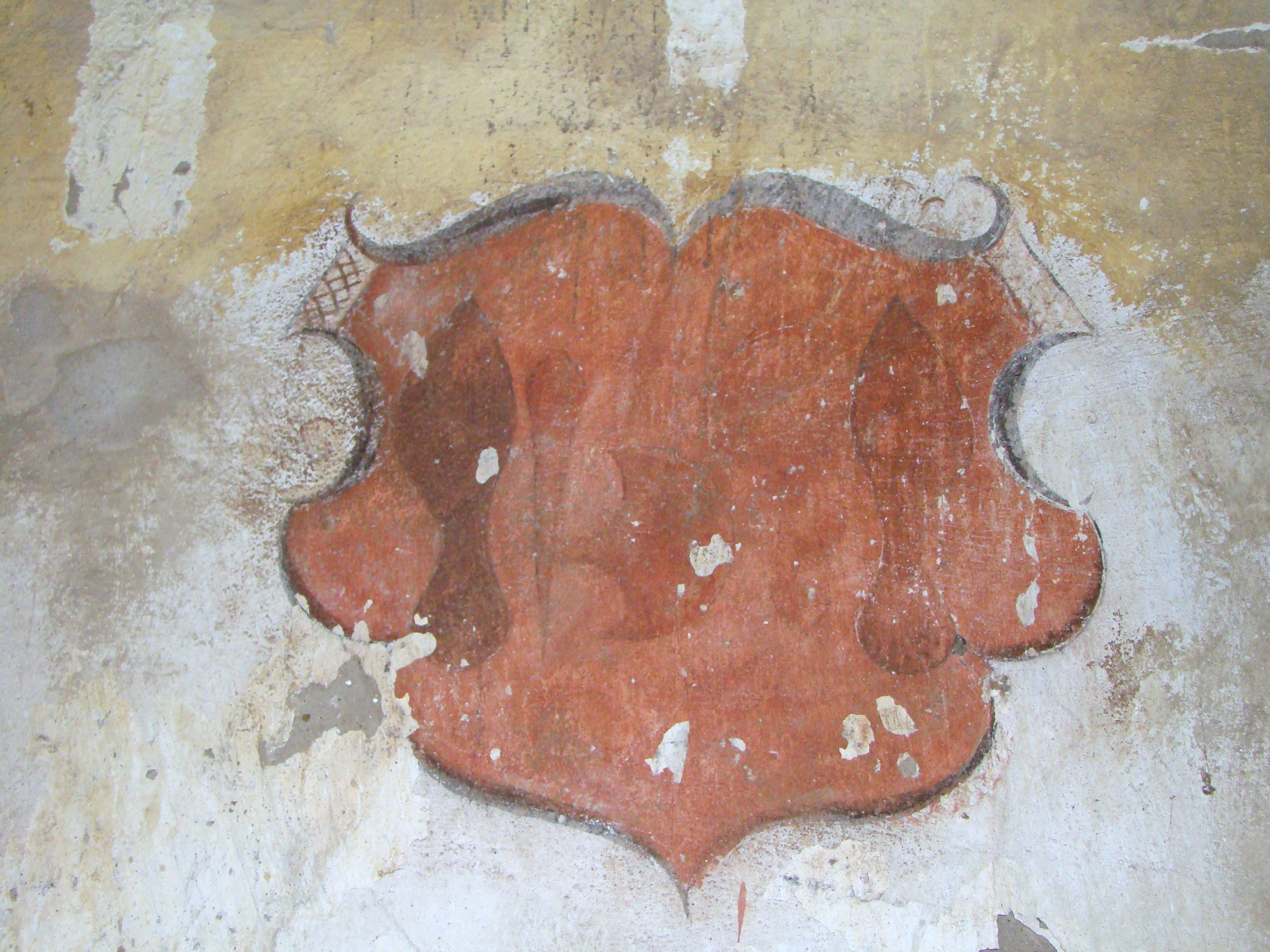